# Arte cinese
L'arte cinese è il complesso delle manifestazioni artistiche che hanno origine nella Cina antica e moderna o che vengono esercitate da artisti cinesi e costituisce pertanto un'espressione della più ampia cultura cinese.

## Generalità
Diversamente che in "Occidente", la cui storia dell'arte ha conosciuto in continuazione forti cambiamenti nella forma a causa di mutamenti di stile, l'arte cinese nel corso dei secoli è caratterizzata da una stupefacente continuità. Nella novella Ming (XIV-XVII secolo) si può ancora riconoscere in lontananza il suo modello del periodo Tang (VII-X secolo). I dipinti di paesaggi di un pittore Qing (XVII-XX secolo) in fondo sono costruiti in modo simile a quelli della dinastia Song (X-XIII secolo). Una ragione di ciò è il "rispetto per la tradizione" da sempre diffuso in Cina. Obiettivo primario dell'artista era non la creazione del nuovo, bensì l'imitazione, il più possibile fedele all'originale, dei modelli degli antichi – che del resto non è percepita in alcun modo come plagio o alternativamente come disonesta. Questa visione si basa in fin dei conti sulla concezione del mondo confuciana, che impone tra l'altro al discepolo la venerazione del maestro (Shifu).
Ma anche le altre dottrine religiose e filosofiche diffuse in Cina acquistarono in continuazione rilevante influenza sulla produzione artistica. Né la pittura cinese né le poesie dei poeti Tang sarebbero ad esempio immaginabili senza il Taoismo. Già dal punto di vista tematico esse trattavano frequentemente del postulato di una vita in armonia con la natura. Ma anche la tecnica pittorica rivela influenze della dottrina taoista dell'Yin e Yang, ad esempio nell'alternanza dialettica tra superfici dipinte e vuote, o nel contrasto tra pennellate "umide" e "asciutte". Oltre a ciò, naturalmente, nelle opere dell'arte cinese compaiono in continuazione anche figure della mitologia taoista. Più debolmente si esercitano nel frattempo le influenze del Buddhismo, tanto più che questo nel corso del tempo fu comunque parzialmente sinizzato fino a divenire irriconoscibile. A partire dal XVI secolo, inoltre, trasmessi in particolare attraverso l'attività dei missionari europei, entrarono anche influssi occidentali.
I rappresentanti dell'arte cinese furono per motivi finanziari in massima parte la corte imperiale, o meglio le cerchie dei cortigiani e degli eruditi. Allo stesso tempo vi furono, soprattutto nella letteratura e nella pittura, anche personalità artistiche isolate, che produssero le loro opere lontano dalla gente in zone rurali, in valli montane o simili. Ma per lo più si tratta in questo caso di eruditi o perfino di ex funzionari, che avevano voltato le spalle al mondo per la frustrazione o l'indignazione per le condizioni politiche dominanti. Una crescita di questo movimento si poté osservare solitamente dopo i cambiamenti dinastici, in modo particolare quando, a metà del XVII secolo, avevano preso il potere i dominatori stranieri manciù (dinastia Qing).
Effetti di diffusione dell'arte cinese si possono osservare in tutto lo spazio est-asiatico. Essi sono naturalmente particolarmente evidenti in regioni che furono un tempo sotto il dominio cinese, come gli "stati vassalli" della Corea e del Vietnam, o che dai Cinesi furono colonizzate (Singapore, Malaysia, Indonesia). Ma anche l'arte giapponese sotto questo aspetto deve moltissimo al Regno di Mezzo. In alcuni settori specializzati gli epigoni riuscirono perfino a superare il loro modello, come ad esempio nell'arte della lacca, arrivata in Giappone ad altissime vette come l'Everest. A partire dal XVI secolo le opere d'arte cinesi – specialmente anche la ceramica – furono per la maggior parte esportate in Europa, dove acquistarono influenza sull'arte occidentale.
L'arte di Taiwan così come quella degli emigranti cinesi sono considerate come parte dell'arte cinese, nella quale hanno le loro radici.

## Sviluppo storico fino al 221 a.C.

### Arte della ceramica neolitica
Le prime forme dell'arte cinese furono trovate nella neolitica cultura di Yangshao (仰韶文化), che risale al 5000 a.C. Reperti archeologici come quelli di Banpo hanno mostrato che già nel periodo di Yangshao veniva praticata l'arte della ceramica; i primi manufatti in ceramica spesso non erano dipinti e presentavano frequentemente strutture plastiche cordate. Ai primi elementi decorativi appartenevano pesci e visi umani, che però alla fine si svilupparono in motivi astratti simmetrico-geometrici, molti dei quali dipinti.
Il segno caratteristico più spiccato della cultura di Yangshao era l'uso estensivo di ceramiche dipinte, soprattutto con visi umani, rappresentazioni di animali e motivi geometrici. A differenza della più tarda cultura di Longshan, la cultura di Yangshao non conosceva ancora il tornio da vasaio. Secondo le scoperte degli archeologi la società di Yangshao si basava su clan ad organizzazione matriarcale. Gli scavi hanno mostrato che i bambini venivano sepolti in vasi di ceramica dipinti.

### Cultura della giada
La cultura della giada di Liangzhu fu l'ultima cultura neolitica della giada nel Delta del Chang Jiang e durò circa 1.300 anni. L'arte della giada di questo periodo coniò grandi vasi rituali finemente lavorati, come ad esempio cong, bi, asce yue, come pure ciondoli e amuleti sotto forma di uccelli, testuggini o pesci finemente cesellati. La giada di Liangzhu si distingue per il suo colore bianco lattiginoso, che si fa risalire alla loro origine tremolitica.

### Cultura del bronzo

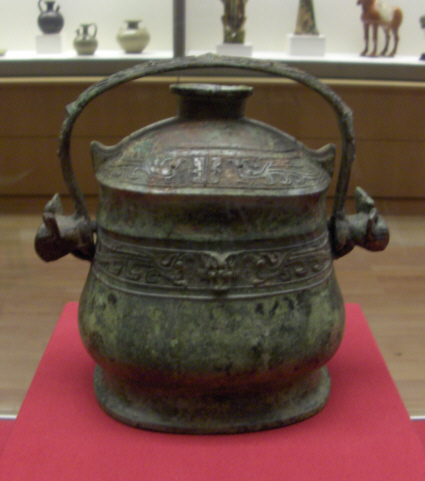
Vaso rituale della dinastia Shang.

L'età del bronzo ebbe inizio in Cina con la dinastia Shang, che è nota per la sua arte del bronzo ricca di dettagli. I fabbri dell'epoca lavoravano abitualmente in officine fuori della città e vi fabbricavano soprattutto vasi rituali nonché borchie per carri. I vasi di bronzo servivano per contenere i liquidi più disparati, che venivano impiegati nelle cerimonie religiose. Belli da vedere sono i vasi ku e jue, ma più impressionante appare il ding, una brocca a tre piedi.
Sui vasi del periodo Shang l'intera superficie disponibile veniva tipicamente rivestita di decori, spesso di forme stilizzate di animali immaginari o realmente esistenti. Il motivo più diffuso è il taotie, una creatura fantastica rappresentata con una forma piatta e simmetrica. Secondo un'interpretazione, deve trattarsi di un uomo lascivo che è stato condannato per punizione a difendere i quattro angoli del cielo contro i mostri maligni. Secondo un'altra opinione il taotie è un mostro che è costituito solo da una testa e perciò nei suoi tentativi di divorare gli uomini ferisce solo sé stesso.
Nel passaggio dalla dinastia Shang a quella Zhou mutarono gradualmente forma e funzione dei bronzi. D'ora in poi essi servirono in misura più massiccia per scopi profani. Nel periodo dei Regni Combattenti i vasi di bronzo divennero persino oggetto di piacere estetico: comparivano frequentemente scene di banchetti e di caccia, mentre altri mostravano motivi astratti con inserti d'oro e d'argento nonché pietre preziose. Furono prodotti anche specchi di bronzo maggiormente levigati.
Grande apprezzamento ebbero successivamente nella dinastia Song i bronzi del periodo Shang. Tale apprezzamento era dovuto non solo alla loro forma e configurazione, ma anche alla patina verde, azzurra e talvolta perfino rossa, che avevano sviluppato a causa di processi chimici mentre erano sepolti. Lo studio dell'arte dei primi bronzi cinesi è un settore specialistico della storia dell'arte.

### Inizi della musica cinese
Le origini dell'arte della musica e della poesia cinesi potrebbero trovarsi nel Libro dei canti (詩經, Shījīng). L'opera, composta fra il 1000 e il 600 a.C., contiene melodie popolari, canti religiosi solenni ed inni di stato, ma anche canzoni d'amore, di guerra, di digiuno e di lamento di tutti i tipi. Soprattutto le canzoni d'amore seducono per la freschezza ed il candore della loro lingua.

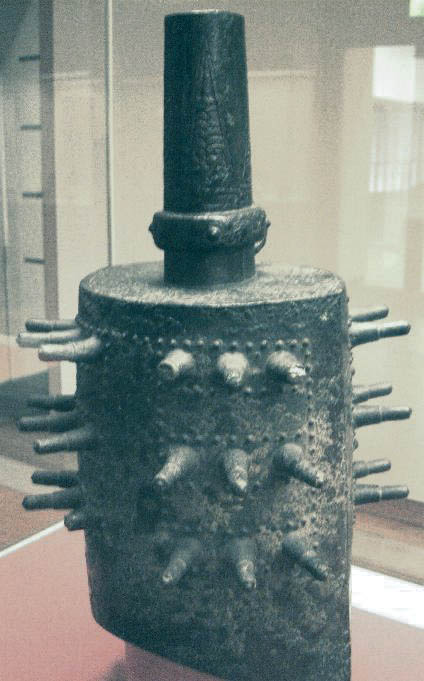
Campana di bronzo, dinastia Zhou

La prima musica cinese si basava soprattutto su strumenti a percussione come la campana di bronzo, che veniva fatta suonare dall'esterno con un battaglio; spesso intere file di campane venivano appese su telai di legno. All'interno delle campane furono trovate tracce di raschiature e levigature che presumibilmente sono da attribuire alla "voce" della campana. Nel periodo dei Regni Combattenti agli strumenti a percussione subentrarono gradualmente gli strumenti ad arco e a fiato (zampogne).
Significativamente il secondo carattere della parola musica (音乐; yīnyuè) è scritto allo stesso modo di gioia (快乐; kuàilè). Confucio (孔子; C.). I canti di questa raccolta sono svolti in un tono lirico e romantico e rappresentano quindi rispetto allo Shījīng un'altra tradizione dell'arte della poesia cinese classica.

### Chu e la cultura del sud
Una ricca fonte della prima arte cinese era lo stato di Chu situato nella Valle del Fiume Azzurro. Scavi nelle tombe di Chu hanno portato alla luce sculture lignee dipinte, sia dischi di giada, perle di vetro, strumenti musicali che una ricca raccolta di lacche cinesi. Spesso i temi delle lacche sono finemente dipinti, o rosso su nero o viceversa. A Changsha (provincia dello Hunan) furono trovate le più antiche pitture su seta del mondo; mostrano una donna in compagnia di una fenice ed un drago, due creature fantastiche rappresentate molto frequentemente nell'arte cinese.
Una selezione della poesia di Chu è anche sopravvissuta nella forma del già citato Chǔcí (楚辭). Spesso i testi sono messi in relazione con lo sciamanesimo. Le descrizioni di paesaggi fantastici rappresentano la prima poesia sulla natura della Cina. Il poema più lungo, "Incontro al dolore", fu scritto presumibilmente dalla figura tragica di Qū Yuán come allegoria politica.

## Dinastia Qin (221–207 a.C.)

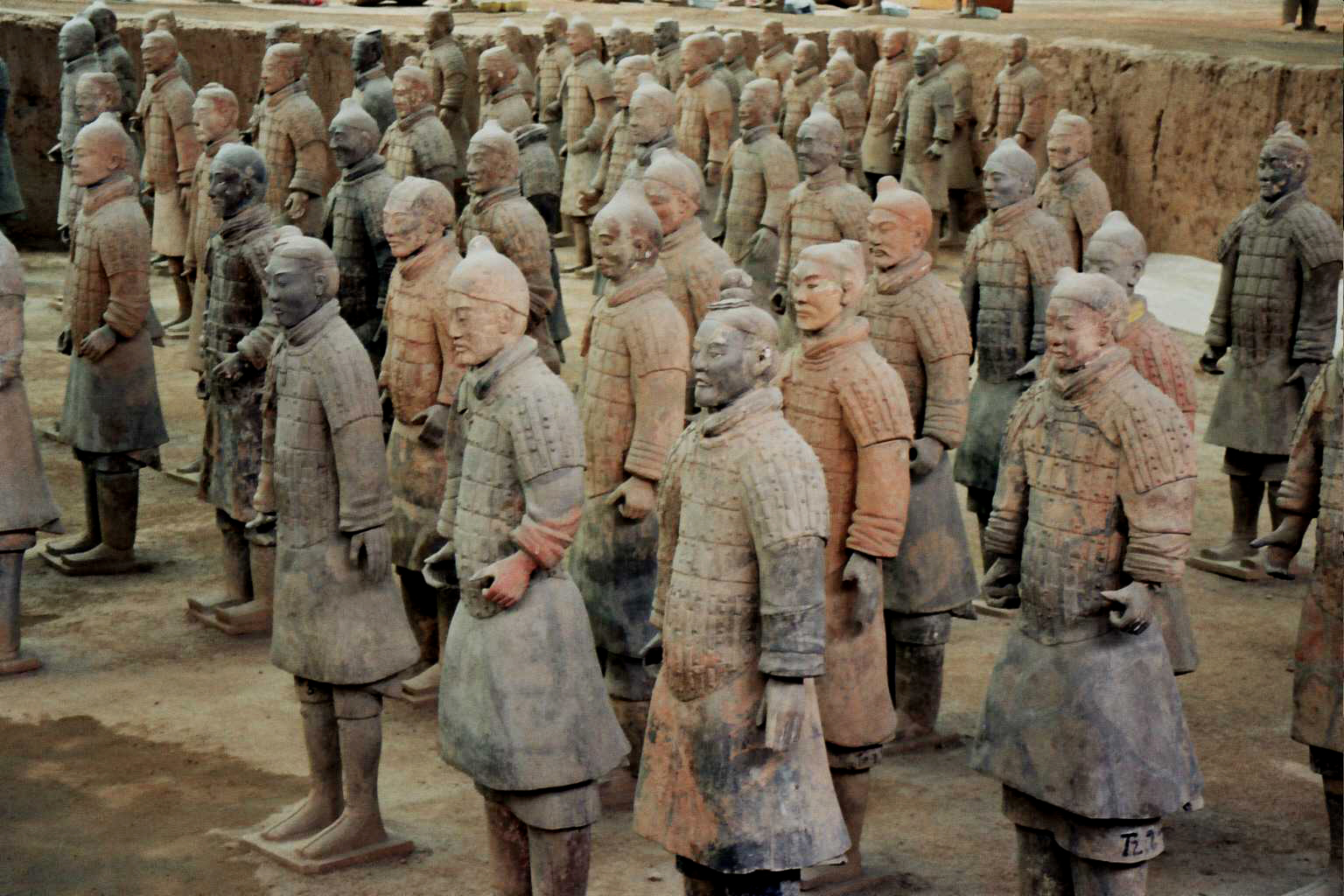
Esercito di terracotta di Xi'an

Malgrado la sua brevità la Dinastia Qin, ampiamente identica al periodo di governo del primo imperatore Qin Shihuangdi, si colloca saldamente nella storia dell'arte cinese.
La ragione di ciò è l'esercito di terracotta ritrovato nel mausoleo dell'imperatore in costruzione nei pressi di Xi'an, famosissimo e annoverato nel patrimonio culturale mondiale dell'UNESCO. È costituito da più di 7.000 figure di guerrieri e di cavalli a grandezza naturale in terracotta, che furono sepolte insieme a Shihuangdi. La colorazione originale delle figure dipinte era ancora visibile al momento del loro disseppellimento, ma nel frattempo si è cancellata a causa dell'aria, cosicché le figure appaiono nella semplice tonalità terracotta. Esse furono raffigurate in una molteplicità di pose: sono rappresentati sia soldati di fanteria in piedi che arcieri inginocchiati o conducenti di carri, ma sono presenti anche generali. I volti e le acconciature furono realizzati individualmente. Le figure spezzate sono state ricomposte a mano, il che, in considerazione della massa dei frammenti, ha significato un grande dispendio di tempo. Del resto per il momento è difficile che vengano ancora disseppelliti soldati, per evitare la perdita di colore, dato che non è ancora stata trovata una soluzione soddisfacente. La tinta, che ha resistito sotto terra per molti secoli, a contatto con l'ossigeno sbiadisce.
Nell'epoca Qin ebbe luogo anche la fondazione dell'ufficio musicale imperiale (vedi anche Yue fu).

## Dinastia Han (206 a.C.–220 d.C.)

### Arte figurativa
Le opere d'arte ancora oggi conservate del periodo Han sono state in massima parte rinvenute nelle tombe scoperte nel corso del XX secolo. Vi sono stati trovati soprattutto manufatti di creta e ceramica considerati suppellettili per le tombe. Particolare fama hanno ottenuto ad esempio le casette in miniatura generalmente a più piani con balconi, come pure le navi e i tiri per carri fabbricati con uno stile simile. Nelle tombe si sono trovate anche sculture, immagini di seta, specchi di bronzo e turiboli artisticamente lavorati.
Ma grande interesse hanno attirato su di sé anche i rivestimenti delle pareti, fortemente diversi a seconda della posizione geografica della tomba. Mentre ad esempio in Manciuria ci si accontentava di mattoni stampati da produrre in modo massiccio e quindi relativamente economico, i rilevi di pietra delle tombe dei commercianti di Shanxi mostrano pretenziose raffigurazioni ornamentali e animalesche. Ma anch'esse non eguagliano i mattoni scoperti nel 1947 nel Sichuan con i loro scenari di paesaggi dettagliati ed artisticamente pretenziosi.

### Letteratura
Durante la dinastia Han (206 a.C.-220 d.C.) la poesia di Chu si sviluppò ulteriormente nel fu (賦), una poesia sovente costruita in forma dialogica, solitamente in rima. Da questa ancora scaturì infine lo yue fu (乐府), una poesia tenuta in stile popolare. Il concetto significa letteralmente "ufficio musicale" - un richiamo al fatto che la scrittura e la raccolta di liriche era originariamente un compito dell'autorità pubblica. Non esiste una lunghezza uniforme del verso, tuttavia cinque caratteri per riga sono la norma. Ogni poesia segue uno dei modelli fonetici definiti, adeguati al titolo. Il concetto di yue fu copre non solo melodie popolari originali, ma anche imitazioni elaborate a corte come pure composizioni di celebri poeti.
La letteratura in prosa del periodo Han si occupa prevalentemente di temi pratici. Si conservano ad esempio scritti politici, petizioni per il trono e lettere. Degno di menzione è anche il Libro della poesia (史記, Shĭ Jì) di Sīmǎ Qiān (司馬遷; 145-90 a.C.), che è apprezzato ancora oggi non solo come fonte storica, ma anche come esempio di stile perfetto.....

### Architettura
I principi fondamentali dell'architettura della Cina risalgono all'epoca del primo impero, in particolare agli edifici ad aula. Con l'unificazione del regno si afferma a livello della corte un'architettura sfarzosa, la cui pretesa sarebbe di rappresentare la grandezza imperiale. Ciò trova la sua origine nei numerosi edifici dei palazzi del Primo Imperatore, il cui leggendario palazzo di A'fang diventò il mito dell'architettura imperiale. Gli imperatori Han portarono avanti questo principio e fissarono nuovi criteri artistici con il palazzo di Weiyang.

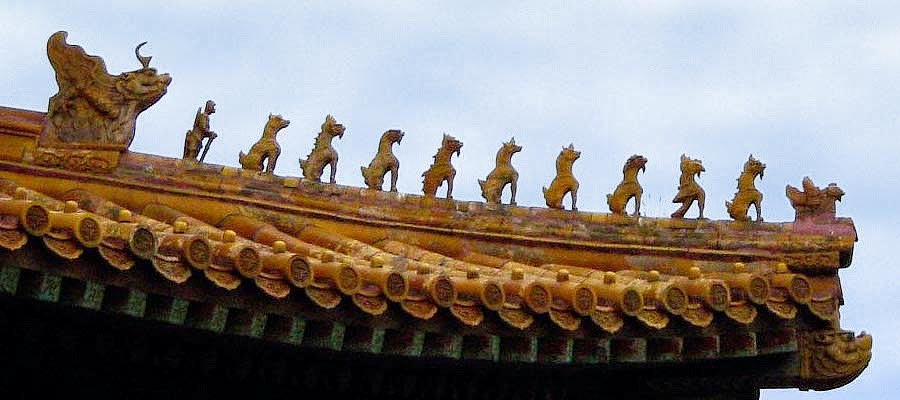
Decorazione tradizionale dei tetti sul palazzo imperiale

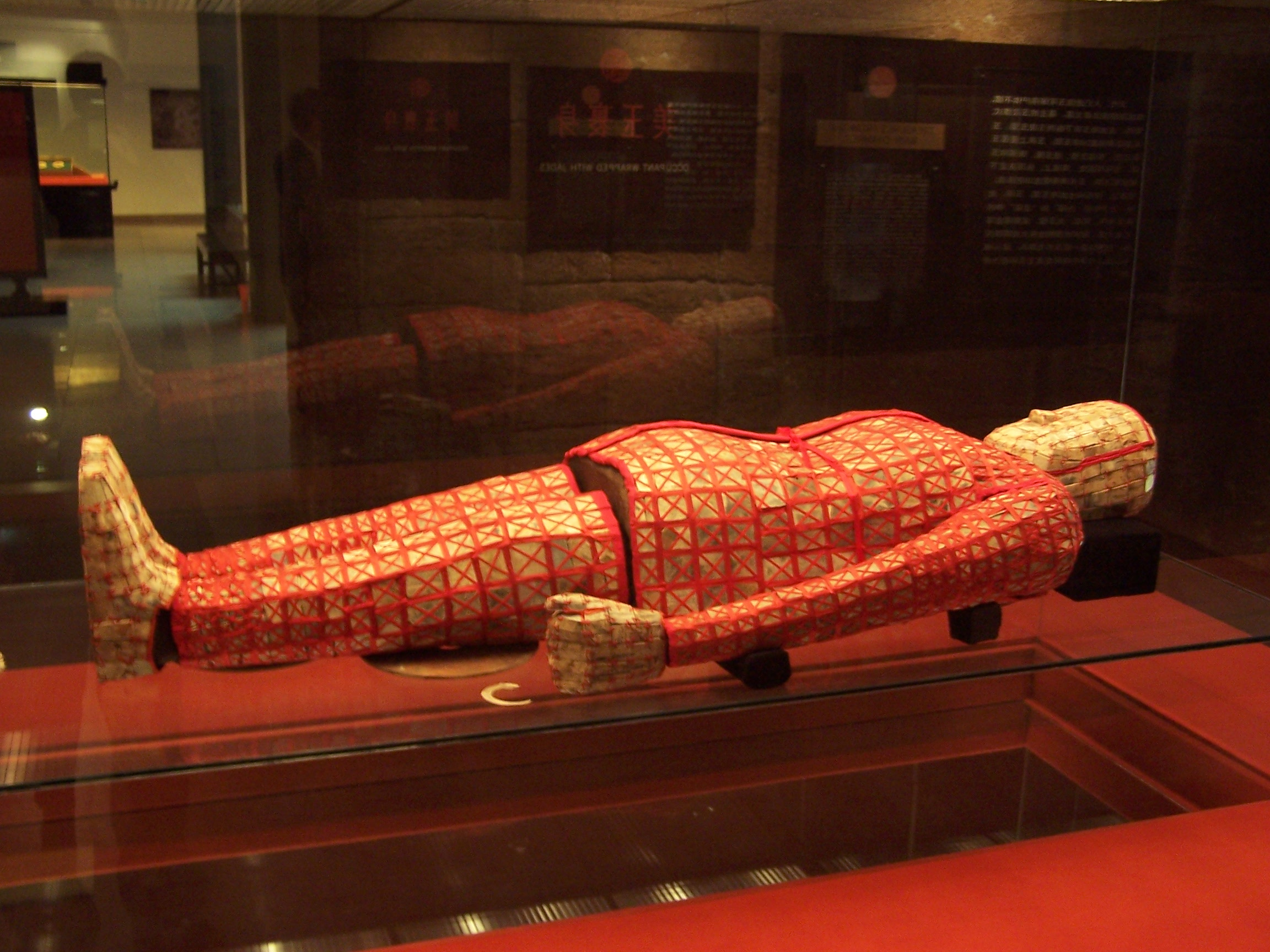
Sudario di giada per il re Zhao Mo

In questa prima forma il palazzo imperiale è ancora fortemente indifferenziato, cioè non si distingue precisamente tra quartieri residenziali, edifici di rappresentanza, architettura sacra, edifici amministrativi ed agricoli nonché magazzini. Tutti questi ambienti passano l'uno nell'altro e costruiscono un complesso di palazzi relativamente grande. Nel corso della successione dinastica si può osservare da questo punto un'evoluzione costante, in conseguenza della quale compare una separazione sempre più precisa dei suddetti ambienti. L'architettura di palazzo trova il suo culmine nella Città Proibita del periodo Ming, con un conseguente "annidamento l'uno nell'altro" degli spazi funzionali, con le stanze private dell'imperatore al centro della capitale Pechino.
Presso i cittadini del periodo Han è possibile trovare case a più piani, simili a torri. Una stratificazione di piani l'uno sopra l'altro, la cui struttura corrisponde vistosamente a quella degli edifici ad aula, nei quali i singoli piani sono di volta in volta messi in evidenza mediante tetti di foggia particolare. In quest'epoca infatti i tetti diventano sempre più un elemento ornamentale distintivo. Fino al periodo Song questa tendenza (osservabile in tutte le tipologie architettoniche) si sviluppa in una costruzione di tetti sovraccarica, i cui quattro angoli si rivolgono sempre di più verso l'alto, per compensare dal punto di vista ottico l'architettura massiccia e simulare così leggerezza.

### Musica
L'imperatore Han Wudi potenziò l'ufficio imperiale musicale fondato nel periodo Qin ed incaricò i suoi funzionari del controllo della musica di corte e militare nonché del riconoscimento ufficiale del repertorio popolare dei canti.

### Altro
La dinastia Han fu nota, tra l'altro, anche per i suoi abiti da sepoltura confezionati con minuscole piastrine di giada. Un celebre esemplare si trova nel museo provinciale a Wuhan.

## Periodo dei Tre Regni (220–581)

### Influenza del Buddhismo
Il Buddhismo giunse in Cina nel I secolo d.C., anche se secondo la tradizione già al tempo del re Ashoka un monaco avrebbe visitato il Regno di Mezzo. Fino all'VIII secolo esso manifestò grande attività nel campo dell'arte, in particolare nell'ambito della grande scultura religiosa. Ma ben presto l'arte buddhista assorbì anche tratti cinesi autoctoni. Le Grotte di Yungang, le Grotte di Mogao e le Grotte di Longmen offrono una ricca testimonianza dell'arte buddhista in Cina.

### Letteratura
Alle grandi figure di poeti dell'epoca appartengono il principe Cáo Cāo (曹操, 155-220) ed i suoi figli Cáo Pī (曹丕, 187-226) e Cáo Zhí (曹植, 192-232). Cáo Pī in particolare è diventato noto come autore del primo poema cinese classico con sette caratteri per riga (七言詩, Qīyánshī), il Canto della rondine (燕歌行, Yàngēxíng).
Cáo Zhí fece riconoscere il suo genio già nei primi anni e fu considerato un promettente candidato per la successione al trono. Alla fine però, incoraggiato da alti funzionari di suo padre, mise il suo talento al servizio della letteratura e dell'arte poetica. In seguito si circondò di poeti e di funzionari interessati alla letteratura, che però abbastanza spesso misero in ombra Cáo Zhí e la sua famiglia.
Grande influenza sulla lirica cinese doveva avere l'opera di Táo Yuānmíng (陶淵明, 372–427). Egli celebrò spesso, in modo idealizzante, le gioie del vino e della vita idilliaca in campagna. Si conservano 120 dei suoi poemi.

### Calligrafia

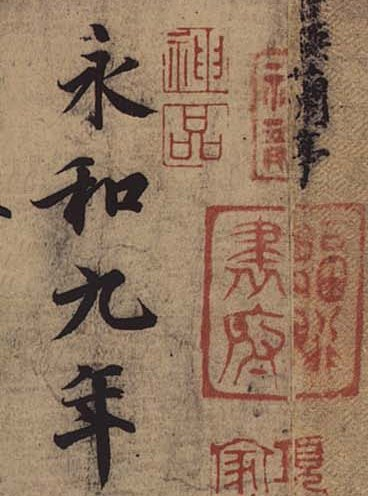
Calligrafia di Wang Xizhi (IV sec.) – Inizio del celebre poema sul Padiglione delle orchidee

Nei circoli di corte dell'antica Cina la pittura e la calligrafia erano considerate le arti più altamente apprezzate. Venivano praticate soprattutto da dilettanti, aristocratici e funzionari eruditi, che erano i soli a disporre del tempo libero necessario per il perfezionamento della loro tecnica del pennello. La calligrafia era ritenuta la più alta e matura forma espressiva della pittura. Si dipingeva con un pennello a spazzola costituito da peli di animale ed un inchiostro di china fatto a base di nero fumo e colla animale, inizialmente sulla seta, in seguito dopo l'invenzione della carta nel I secolo anche su questo materiale nuovo e a buon mercato.
Le opere originali di celebri calligrafi furono apprezzatissime in Cina in tutti i tempi, stese su rotoli e talvolta appese al muro a guisa di quadri.
Tra i più rinomati rappresentanti di quest'arte si conta Wáng Xīzhī (王羲之, 307–365), che visse nel IV secolo ed è diventato noto soprattutto per la sua opera Padiglione delle orchidee (蘭亭序, Lántíng Xù). Si tratta in questo caso della prefazione ad un'antologia di poeti di vari poeti, che solevano riunirsi a Lan Ting, vicino alla città di Shaoxing (provincia di Zhejiang), e giocare ad un gioco chiamato qushui liushang.
La calligrafa Wèi Shuò (卫铄, 272–349) della dinastia Jin orientale si è fatta dal canto suo un nome grazie ad un manuale di regole sull'arte da lei praticata. Alcune opere conosciute sono L'epigrafe su una celebre concubina (名姬帖, Míng Jī Tiè) e L'epigrafe di Wèishì Hénán (衛氏和南帖, Wèishì Hénán Tiè).

### Pittura
Le tre opere fondamentali sulla teoria della pittura cinese sono di Gù Kǎizhī (顾恺之, 344–405) di Wuxi: Sulla pittura (画论, Huàlùn), Introduzione a dipinti celebri delle dinastie Wei e Jin (魏晋胜流画赞 Wèijìnshèngliúhuàzàn) e Dipingendo la montagna di Yuntai (画云台山记, Huàyúntáishānjì). Secondo la sua concezione, nel dipingere le persone l'abbigliamento o l'apparenza complessiva contano di meno; decisiva per lo spirito di un ritratto è invece la rappresentazione accurata degli occhi.
Dei dipinti di Gu se ne conservano ancora oggi solo tre: "Esortazioni della governante alle dame di corte", "La ninfa del fiume Luo" (洛神赋, Lùoshénfù) e "Donne sagge e benevole".

## Dinastie Sui e Tang (581–960)

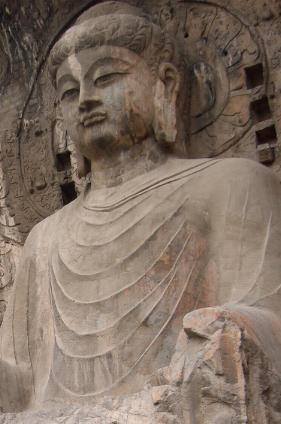
Buddha Vairocana, Longmen, VII secolo

### Grande scultura buddhista
In collegamento con una tendenza già inaugurata sotto la dinastia Sui, la grande scultura buddhista si sviluppò anche sotto la dinastia Tang aggiungendo un'espressione più realistica e naturale. In seguito all'apertura al mondo esterno del Regno Tang e in particolare ai suoi scambi culturali con lo spazio culturale indiano, le sculture buddhiste del periodo Tang assorbirono una forma piuttosto classica, influenzata dall'arte indiana Gupta.
L'arte buddhista conobbe un crollo verso la fine del periodo Tang, quando l'imperatore Wu Zong nell'845 proibì tutte le religioni straniere, per ricollocare il Taoismo autoctono nella sua antica posizione. Egli confiscò le proprietà buddhiste e costrinse i fedeli in clandestinità, dopo di che anche l'arte andò ampiamente in decadenza.
Mentre la maggior parte delle sculture lignee del periodo Tang non sono sopravvissute alle persecuzioni, la produzione artistica in pietra si è conservata in misura notevolmente maggiore. Le sculture più imponenti si trovano a Longmen, a sud di Luoyang (provincia di Henan).

### Ceramica Tang
L'arte del periodo Tang è associata soprattutto a sculture in ceramica allo stato naturale o con smalti a colori, che rappresentano per lo più cavalli, cammelli e demoni furenti (i "guardiani dell'inferno"), ma anche dame di corte e musicanti. I tratti dei volti dei personaggi rappresentati, talora evidentemente non cinesi, sono da spiegare attraverso le influenze dell'Asia occidentale e dell'Europa, che venivano trasmesse mediante il vivace commercio lungo la Via della seta.
Risalgono fino al periodo Tang anche le origini della porcellana inventata in Cina e perfezionata sempre di più nel corso delle dinastie successive, che è prodotta da una pasta costituita di caolino e feldspato. Rispetto alle ceramiche tradizionali la porcellana già per le caratteristiche di lavorazione pone i suoi creatori davanti a sfide notevolmente maggiori. Il più celebre luogo di produzione è Jingdezhen nella provincia dello Jiangxi, che cambiò più volte nome nel corso della storia.

### Letteratura

#### Lirica

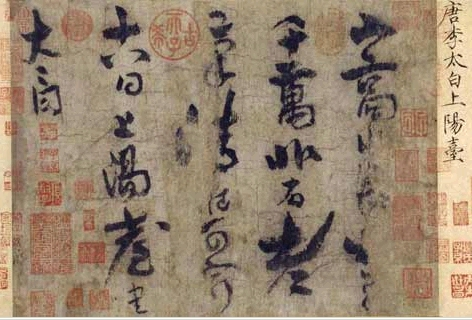
Poesia e calligrafia di Lǐ Bái (VIII secolo)

Sotto la dinastia Tang la poesia lirica conobbe un periodo di massimo splendore, in particolare la poesia shi, derivata originariamente dallo Yue fu ("canto del Ministero della musica"). Sono da distinguere la forma tradizionale formalmente libera gushi e il jintishi soggetto a limitazioni notevolmente più forti. Noti poeti shi sono Bai Juyi (白居易, 772–846), Dù Mù (杜牧, 803–852), Hán Yù (韓愈, 768–824), Jiǎ Dǎo (賈島, 779–843), Lǐ Qiào (李峤, 644–713), Liǔ Zōngyuán (柳宗元, 773–819), Luò Bīnwáng (駱賓王, 640–684), Mèng Hàorán (孟浩然, 689–740), Wáng Wéi (王維, 701–761) e Zhāng Jiǔlíng (張九齡, 678–740).
I più illustri poeti cinesi non solo dell'era Tang, ma che dell'intera storia della letteratura, sono Lǐ Bái (李白, 701–762) e Dù Fǔ (杜甫, 712–770). Entrambi lavorarono in una pluralità di forme tradizionali. Ma mentre Li è ritenuto solo un poeta di idilli di evasione dal mondo, della trasfigurazione della natura influenzata dal Taoismo, della solitudine e del vino, in Du Fu sono più marcati gli elementi di critica sociale. La poesia di Li Bai Sotto la luna, un festino solitario è spesso considerata in Occidente la poesia cinese per eccellenza ed è stata di conseguenza frequentemente tradotta nelle lingue di tutte le culture europee.
Difficilmente traducibili sono ritenute le poesie di Lǐ Shāngyǐn (李商隱, 813–858), fortemente concentrate, ma piene di sentimenti e ricche di allusioni, contenenti una molteplicità di implicazioni politiche e filosofiche.
Come poeta si è posto in evidenza anche l'ultimo sovrano del Regno Tang meridionale, Lǐ Hòuzhǔ (李後主, 936–978). Le sue poesie più celebri nacquero dopo la sua caduta nel 975, quando l'imperatore Song lo aveva condotto prigioniero a Kaifeng. Tema ricorrente è la tristezza per la sovranità perduta e lo sguardo malinconico ai tempi migliori del passato. Nel 978 fu avvelenato dall'imperatore Song. A Li si deve anche l'ulteriore sviluppo della tradizionale lirica popolare di Ci; in particolare egli aprì questa forma ad una maggiore ampiezza tematica ed incluse, oltre ai canti d'amore, anche argomenti storici e filosofici. Stabilì inoltre la forma in due strofe e lavorò sovente sul contrasto tra i versi a nove caratteri e quelli più brevi con tre o cinque caratteri.

#### Novellistica
Molto apprezzate sono anche le novelle del periodo Tang, che presentano sovente una vena fanatastica. Molto nota è ad esempio La storia del prefetto di Nanke di Lǐ Gōngzuǒ (李公佐, 800 circa) (南柯太守傳; Nánkē tàishǒu chuán), nella quale il narratore in un'avventura vissuta in sogno trova uno stato perfetto all'interno di un formicaio. In Madamigella Ren (任氏傳 Rènshì Chuán) di Shěn Jìjì (沈既濟, ca. 740–800) del 781 si narra dell'incontro di un giovane con uno spirito volpe femminile. Come esempio di novella storica si cita Il vecchio con la barba ricciuta di Dou Guanting, come esempio di biografia La vita di madamigella Li (李娃傳; Lǐ Wá Chuán). Esistono inoltre vaste raccolte di novelle.

### Pittura

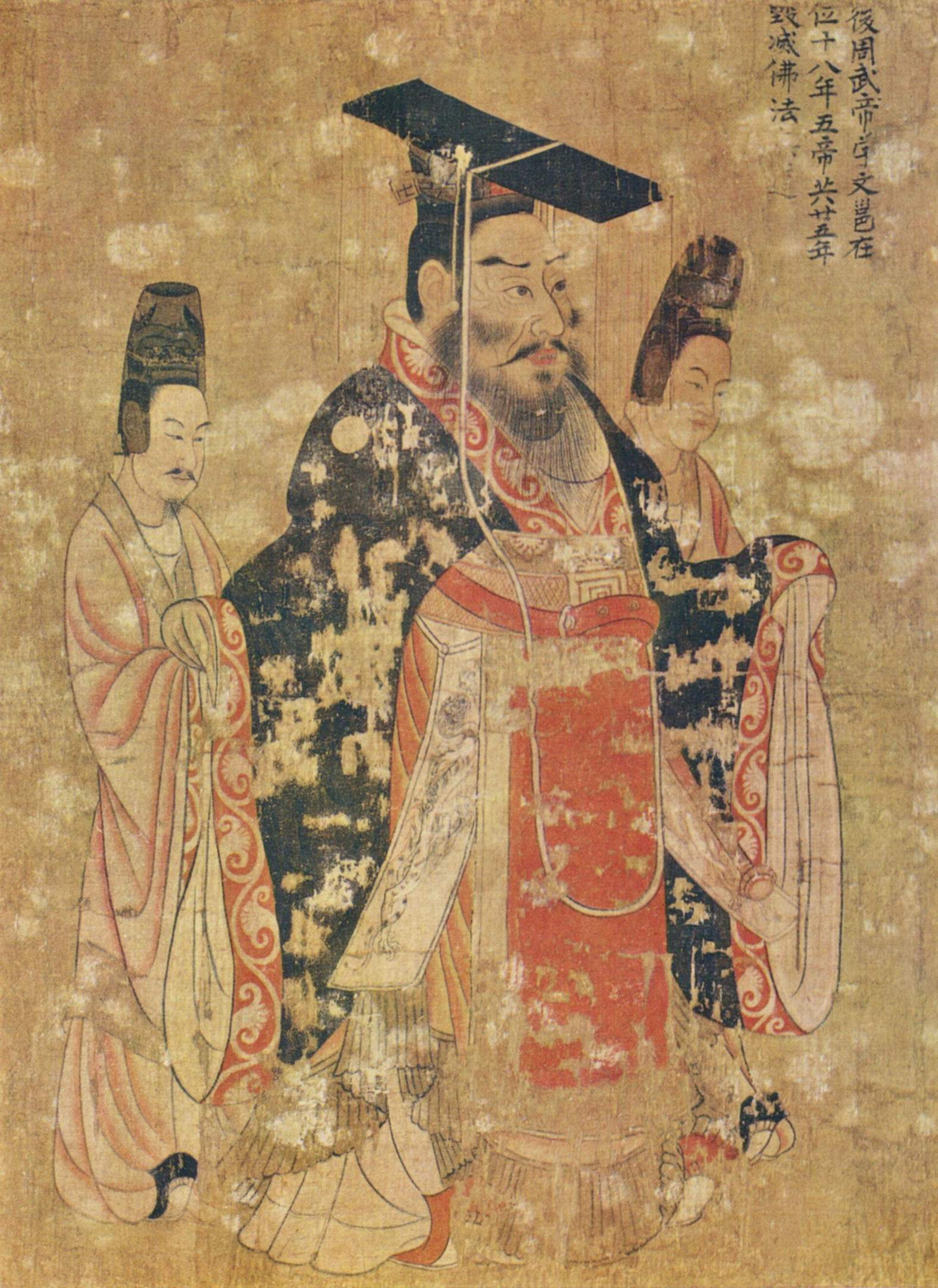
Particolare da I tredici imperatori di Yan Liben (VII secolo)

A partire dalla dinastia Tang (618–907) i paesaggi furono il motivo centrale della pittura cinese; si parlava al riguardo dello shanshui, la pittura delle "acque di montagna". Scopo di queste opere generalmente monocromatiche non era tanto di realizzare la rappresentazione naturalistica quanto piuttosto di ridestare sentimenti nell'osservatore ed in particolare la sua sensibilità per l'armonia della natura.
In generale si utilizzava in questo caso la stessa tecnica dei calligrafi e si dipingeva su seta o su carta con pennelli a spazzola intinti in inchiostro di china nero o colorato; l'uso di colori da olio era sconosciuto. I dipinti di regola non erano tanto appesi al muro, bensì riposti arrotolati nei mobili e tirati fuori solo all'occorrenza, ad esempio per mostrarli ad ospiti particolarmente in grado di apprezzare l'arte.
Dŏng Yuán (董源, 934–962), un pittore della dinastia Tang meridionale, fu noto sia per i suoi ritratti sia per le rappresentazioni di paesaggi e contribuì massicciamente allo stile elegante che doveva diventare la norma della pittura cinese per i successivi 900 anni. Come molti pittori cinesi si mise a lavorare su incarico ufficiale. Studiò in particolare
lo stile di Lì Sīxùn (利思訓, 651–716) e Wáng Wéi (王維, 701–761) e arricchì la pittura di numerose tecniche come ad esempio il perfezionamento della prospettiva, gli inizi puntinisti come anche il tratteggio incrociato per l'ottenimento di un'impressione plastica.
Del pittore Sui Zhǎn Zǐqián (展子虔, intorno al 600) si conserva ancora solo un'opera, Ozio in primavera, nella quale le montagne vengono per la prima volta rappresentate prospetticamente. È considerata come la prima rappresentazione-scenografia, una forma d'arte che in Europa sarebbe venuta in voga solo nel XVII secolo.
A corte si distinse in modo particolare Yán Lìběn (閻立本, 600–673), che fu parimenti funzionario e pittore di corte dell'imperatore Tang Tai Zong. Con la sua celebre opera I tredici imperatori, che raffigurava noti sovrani dal periodo Han fino a quello Sui, realizzò i più antichi ritratti conosciuti di imperatori.
Di notevole interesse per lo studio dell'arte pittorica cinese sono gli scritti di Zhang Yanyuan (815 ca. – 877 ca.), tra i primi esempi strutturati di critica d'arte e di estetica della letteratura mondiale, contenenti inoltre parecchie biografie, tra leggenda e verità storica, di artisti che operarono a partire dai tempi più remoti fino alla dinastia Tang.

### Xilografia
Durante la dinastia Sui ha avuto inizio anche l'arte della xilografia cinese. Questa si praticava in particolare per illustrare opere religiose e stampare sūtra buddhisti. La più antica xilografia a stampa ancora conservata è considerata l'illustrazione del frontespizio del sutra Vajracchedikâ Prajna Paramitâ, che data all'868 e fu scoperta nel 1907 a Dunhuang da Aruel Stein.

### Musica
Le influenze provenienti dall'estero da registrare durante il periodo Tang riguardano anche la musica: soprattutto dall'Asia centrale furono ad esempio adottati diversi nuovi strumenti musicali, in particolare liuti, cetre e violini. Il guqin, noto già dalla dinastia Han, conobbe un periodo di prosperità. Seguì anche un vivace ricambio di musicisti. Nel periodo Tang anche la musica secolare si emancipò finalmente dalle radici religioso-cultuali ed acquisì autonomo significato.

## Dinastia Song (960–1227)

### Letteratura
La fioritura della lirica nella dinastia Tang-Dynastie continuò sì nel periodo Song, ma si ricollegò in gran parte ai modelli dell'era trascorsa. Ciò si rivela già nelle scuole poetiche:
- scuola di Bái Jūyì, principale esponente Wáng Yǔchēng (王禹偁; 954–1001), stile semplice, talvolta temi di critica sociale
- scuola di Xikun, imita Lǐ Shāngyǐn, principale esponente Yáng Yì (揚億; 974–1020), stile fiorito
- scuola di Changli, imita Hán Yù, esponente più noto Ōuyáng Xiū (歐陽修; 1007–1072)
- scuola di Jiangxi, principale esponente Huáng Tíngjiān (黄庭堅; 1045–1105), tra l'altro lirica suggestiva dedicata alla natura.

Figura poetica dominante del periodo Song fu tuttavia Sū Dōngpō (蘇東坡; 1037–1101), famoso già in vita, che fu attivo in quasi tutti i campi della poesia cinese classica e divenne noto in particolare per la sua Ode del viaggio al muro rosso (前赤壁賦; Qián Qìbì Fù).

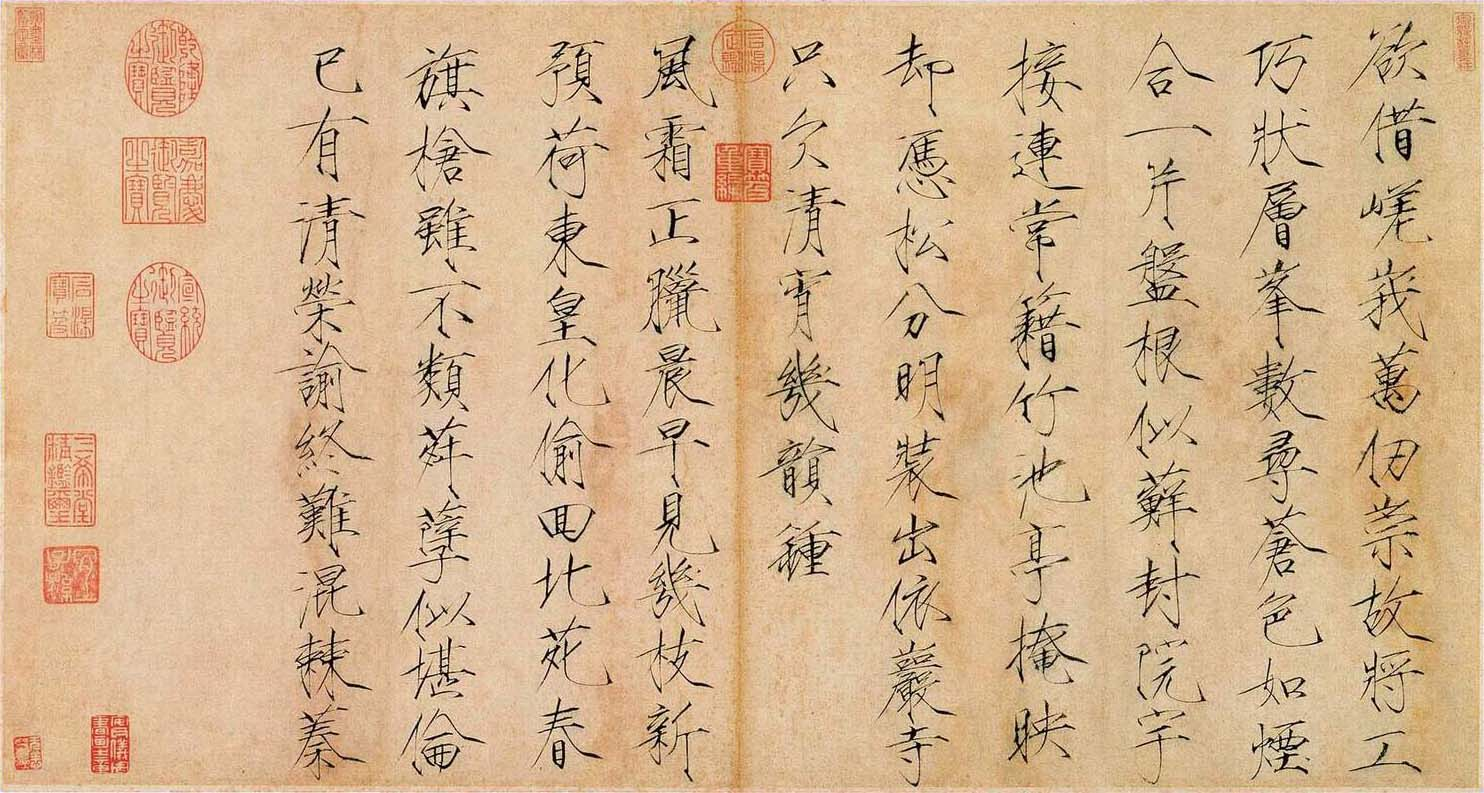
Imperatore Hui Zong, poesia e calligrafia (XII secolo)

Anche la poesia di Ci, basata su canti popolari, conobbe uno sviluppo. Come esponenti di questa forma poetica sono da citare tra gli altri Sū Dōngpō, Lǐ Qīngzhào (李清照; 1084–1151) e Xīn Qìjí (辛棄疾; 1140–1207). In seguito nel periodo Song divennero di moda i cosiddetti Appunti del pennello, pubblicati perlopiù in raccolte. Vi si trovano tra gli altri aneddoti, diari, racconti di viaggio, ma anche storie di avventura e di fantasmi, barzellette, indovinelli e piccola prosa di qualsiasi tipo. Opere più antiche di questo tipo sono gli Appunti del pennello di Song Jingwen (宋景文共笔记, Sòng Jǐngwén Gòng Bǐjì) di Sòng Qí (宋祁; 998–1061). Hanno infine la loro origine nel periodo Song le forme primitive dei successivi romanzi Storia dei tre regni e Il viaggio verso ovest. Sono documentate anche realizzazioni teatrali, che nelle epoche successive si evolsero nelle attuali opere cinesi nelle loro rispettive impronte regionali.

### Pittura
Nella dinastia Song raggiunse l'apice soprattutto la pittura cinese. I paesaggisti ad esempio acquistarono un'espressione più raffinata. Così a titolo di esempio l'immensità delle distanze spaziali fu accennata mediante contorni sfuocati, profili di montagne che sparivano nella nebbia o un trattamento quasi impressionistisco dei fenomeni naturali. Tuttavia nelle opere successive della dinastia Song meridionale è in primo piano una natura piuttosto "domata" e "goduta" dall'uomo sensibile all'arte. Celebri paesaggisti dell'epoca furono Lǐ Táng (李唐; 1047–1127), Guō Xī (郭熙; 960–1127), Fan An Jēn (XIII secolo), Mǎ Yuǎn (馬遠; ca. 1155–1235; Su un sentiero di montagna a primavera) come pure Xià Guī (夏珪; ca. 1180–1230).
Come già nei periodi precedenti, anche nella pittura Song si mostrano spesso uomini in riverente contemplazione dinanzi alla natura, ma che ormai non scompaiono più necessariamente dinanzi agli sfondi, maestosamente sconvolgenti, del paesaggio, bensì occupano posizioni assolutamente centrali. In questo contesto sono da citare ad esempio l'anonimo Erudito distinto sotto un salice, ma soprattutto il celebre Ascoltando il vento tra i pini di Mǎ Lín (馬麟; ca. 1180–1256). Meritano considerazione anche le colorate miniature in Otto cavalieri a primavera di Chao Yen.

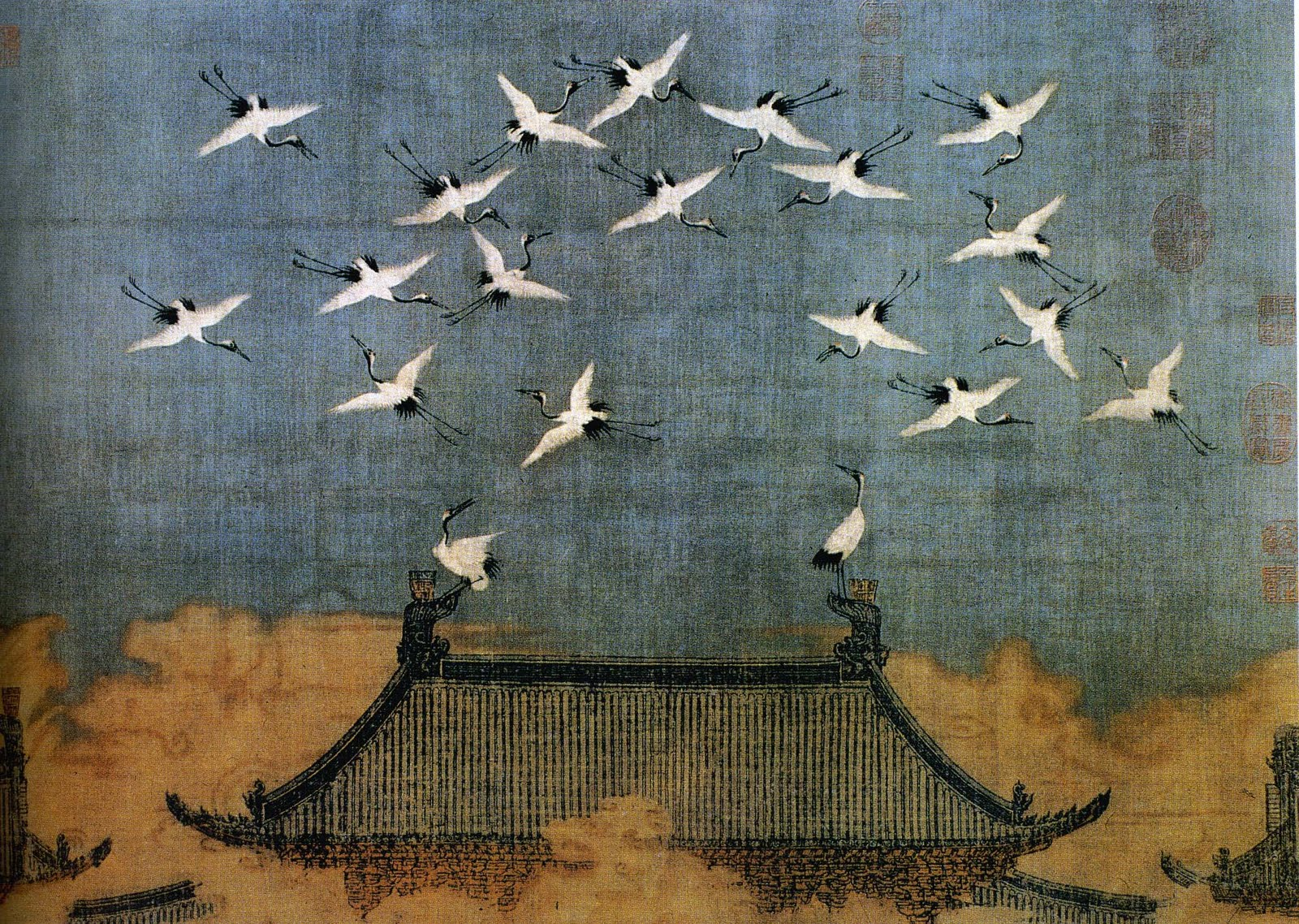
Imperatore Huī Zōng, Gru sul palazzo imperiale (XII secolo)

Un soggetto centrale della pittura Song erano anche raffigurazioni di animali e piante. Grande ammirazione riscosse ad esempio il suggestivo dipinto Lepre e ghiandaia di Cuī Bái (Ts'ui Po, 崔白, attivo 1068–1077), ma anche le creazioni dell'imperatore Huī Zōng (徽宗; 1082–1135), artisticamente dotato, del quale sono tra gli altri i Due fringuelli su steli di bambù. Altri rinomati pittori di animali e piante furono Mao I e Wén Tóng (文同; 1018–1079). Un'altra tendenza della pittura Song adottò infine temi buddhisti e, ad esempio, rappresentò spesso adepti del Buddhismo Chán.
Nella pittura Song, infine, agì pionieristicamente la scuola Wen Jen Hua, risalente in particolare a Sū Dōngpō (蘇東坡; 1037–1101), influenzata dal Confucianesimo, ma anche dal Buddhismo Chan ed operante in modo per allora sorprendentemente moderno. Essa ruppe con il dogma a lungo incontestato che la pittura dovesse rendere il suo oggetto nel modo più naturale possibile, e sostenne forme espressive più libere. Il pensiero della scuola Wen Jen Hua è espresso in modo esemplare nel celebre ritratto di Liáng Kǎi (梁楷; 1127–1279) ad opera di Lǐ Bái (李白; 701–762). Altri importanti rappresentanti di questo indirizzo sono Mǐ Fú (米芾; 1051–1107), Mǐ Yǒurén (Mi Yu-jen 米友仁; 1086–1165), Mùqī (牧谿; seconda metà del XIII secolo) e Wáng Tíngyún (王庭筠; 1151–1202).

### Arte della lacca
Nel periodo Song raggiunse una prima prosperità la tecnica della lacca, già nota dalla dinastia Shang, che trovò in particolare applicazione per i vasi. Accanto a lavori monocromatici poté affermarsi anche la cosiddetta tecnica della lacca a fessura. Dopo che si era inciso il decoro nello strato di lacca superficiale, si sfregavano le cavità con oro e argento, mediante i quali si ottenevano particolari effetti ottici.

### Tappeti
Nel periodo Song conobbero parimenti il culmine i tappeti cinesi, che ormai erano fabbricati quasi esclusivamente con il lino. Da un lato erano richiesti motivi floreali con piante, fiori, uccelli ed insetti, ma anche scene di paesaggi e rappresentazioni di uomini prese dalla vita di tutti giorni.

## Dinastia Yuan (1228–1368)

### Musica/Dramma
L'opera cinese, una forma di dramma molto amata in Cina, risale fino alla dinastia Tang, quando l'imperatore Xuan Zong (712–755) fondò il Giardino delle pere (Líyuán; 梨园), la prima compagnia operistica conosciuta in Cina, che soleva esibirsi principalmente per il divertimento personale dell'imperatore. Ad essa risale l'appellativo di "allievi del Giardino delle pere" (梨园子弟) usato ancora oggi per gli attori. Nella dinastia Yuan (1279–1368) fecero ingresso nell'opera forme come il Zájù (杂剧, varietà), che si basa su schemi in rima determinati come pure sui ruoli specializzati recentemente introdotti come "dàn" (旦, femminile), "shēng" (生, maschile) e "chǒu" (丑, clown).
L'opera della dinastia Yuan sopravvive oggi come opera cantonese. È generalmente accettato che questa fu importata dalla Cina del nord e che fino alla fine del XIII secolo passò a poco a poco nella provincia meridionale del Guangdong. Nel XII secolo esisteva una forma teatrale di nome narm hei (南戲), chiamata anche nanxi ("opera meridionale"), che veniva rappresentata nei teatri pubblici di Hangzhou, la capitale dei Song meridionali. Dopo la calata dei Mongoli nel 1276 l'imperatore Gōng (恭帝) fuggì con centinaia di migliaia di seguaci dei Song nella provincia del Guangdong. Tra di loro si trovavano anche artisti del narm hei provenienti dal nord, che posero così le basi per la successiva opera cantonese.
Molte opere rappresentate ancora oggi, come La spilla per capelli porpora e Ringiovanimento del fiore di prugna rosso, hanno la loro origine nella dinastia Yuan, i loro testi sono tradizionalmente redatti in cantonese. Fino al XX secolo anche i ruoli femminili erano tradizionalmente recitati da uomini.

### Pittura

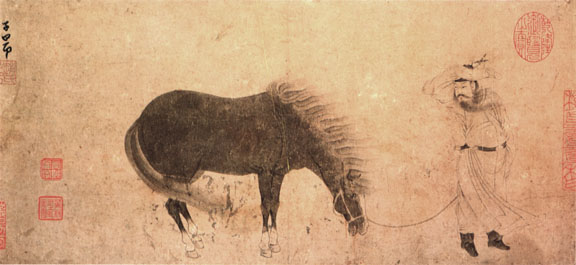
Zhao Mengfu, Domatura di un cavallo (XIII secolo)

I pittori del periodo Yuan rifiutarono ampiamente l'eredità, ai loro occhi troppo "compiacente" e romanticizzante, della dinastia Song meridionale. Ci si legò pertanto molto di più all'arte dei Song settentrionali, ma soprattutto a quella più antica dei Tang, della quale si adottò in particolare la diffusa "maniera verde-blu". Le sfumature di tono degli ultimi Song sono scomparse a favore di tinte fortemente suggestive, spazio e ambiente non sono quasi più utilizzati come mezzo creativo. Nel confronto con i loro modelli i dipinti Yuan sono stati sovente bollati dalla storia dell'arte come "eccessivamente freddi" e "impassibili".
Di questo periodo particolarmente apprezzati sono Huáng Gōngwàng (黄公望; 1269–1354), la cui opera della vecchiaia Abitare nei monti Fuchun è ritenuta uno dei dipinti più influenti della storia dell'arte cinese, nonché Ní Zàn (倪瓚; 1301–1374) per il suo stile "sgraziato" - nel senso migliore secondo l'opinione cinese - e la sua tecnica di pittura volutamente "dilettantesca", che distingueva il poeta letterato dai suoi colleghi professionisti, i socialmente meno considerati "pittori di professione".
Altri importanti esponenti della pittura Yuan furono Zhào Mèngfǔ (趙孟頫; 1254–1322), Qián Xuǎn (錢選; 1235–1305), Gāo Kègōng (高克恭; 1248–1310), Wú Zhèn (吳鎮; 1280–1354), Sheng Mou e Wáng Méng (王蒙; 1308–1385).

## Dinastia Ming (1368–1644)

### Letteratura
Durante la dinastia Ming i romanzi classici cinesi conobbero il loro periodo di massimo splendore. Esso produsse ad esempio il Romanzo dei Tre regni, I Briganti, il celebre Jin Ping Mei e il Viaggio in Occidente (西遊記, Xiyouji).
Ma anche la piccola prosa conobbe uno sviluppo, ad esempio sotto forma di ampie raccolte di novelle nella lingua letteraria e in quella parlata. Da citare sono Jiangdeng xinhua (Nuove conversazioni pulendo la lampada) di Qú Yòu (瞿佑 1341–1427), Sanyan (I tre mondi) di Féng Mènglóng (馮夢龍; 1574–1645) del 1620–1627 o Paian Jingqi (Battendo sul tavolo davanti allo stupore per l'insolito) di Líng Méngchū (凌濛初; 1580–1644) del 1628-1632.
Come poeta più importante del periodo Ming si considera Gao Qi, che nella sua opera fondò un nuovo stile attraverso un rigido distacco dalla tradizione. Come saggista ha raggiunto la fama Zhang Dai. Infine Wen Zhenheng, un pronipote di Wen Zhengming, scrisse un'opera classica sull'architettura dei giardini e l'arredamento interno (Sulle cose superflue).

### Pittura

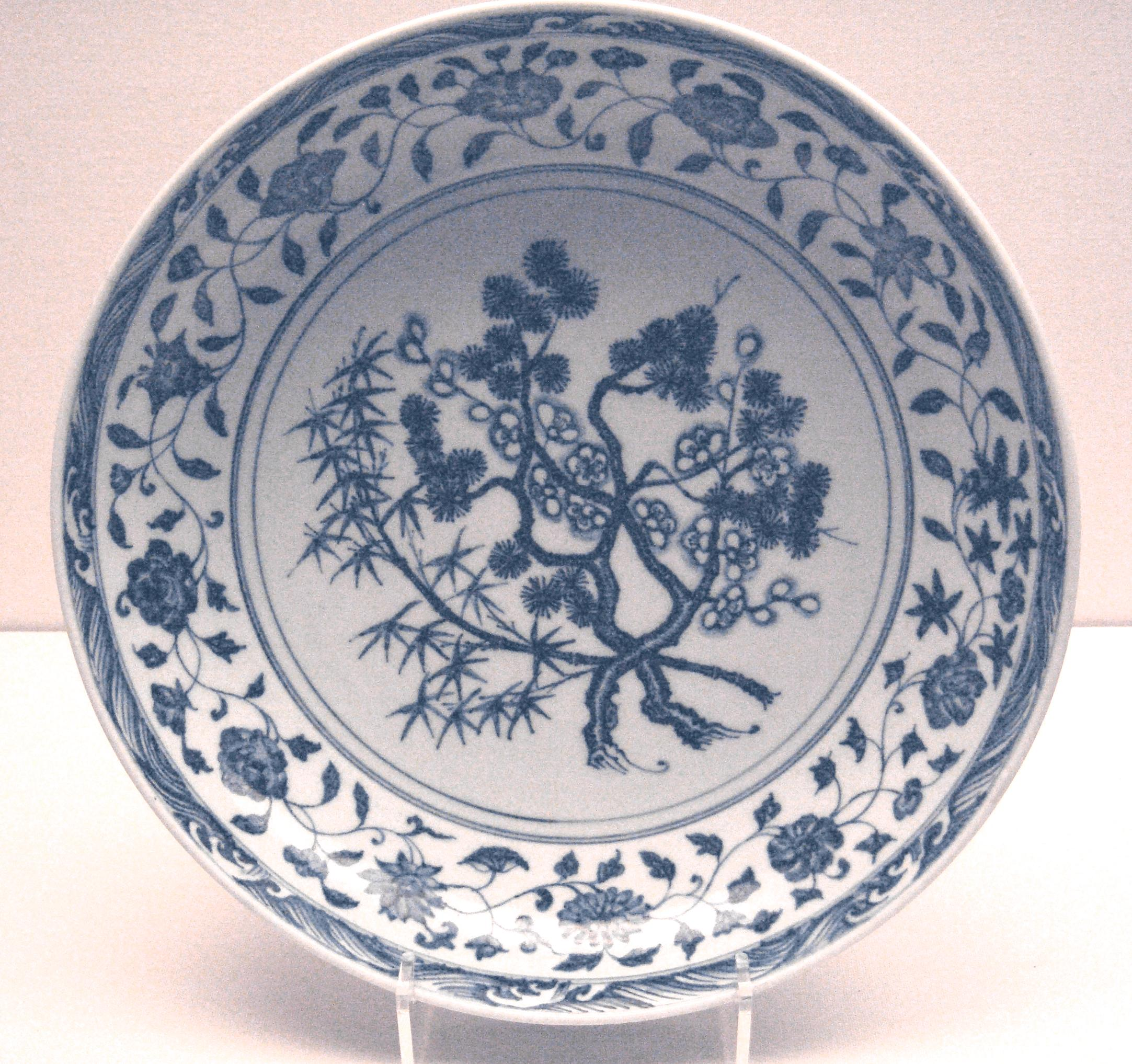
Piatto in stile bianco-azzurro, dinastia Ming

Sotto la protezione degli imperatori Ming la pittura cinese conobbe un nuovo periodo di splendore. Nel palazzo imperiale fu fondata appositamente un'accademia di pittura e alcuni imperatori si segnalarono come pittori dotati, davanti a tutti l'imperatore Xuande (宣德; 1399–1435). Popolari furono in particolare dipinti "narrativi", con i colori sgargianti, dalla composizione ricca di figure.
Si affermarono due scuole, una delle quali, la scuola Zhe, costituita prevalentemente da pittori di corte professionali, si riallacciava alla tradizione delle accademie della dinastia Song meridionale e animava in particolare lo stile di Mǎ Yuǎn. Esponente più importante della scuola Zhe è Dài Jìn (戴進; 1388–1462). La scuola Wu, sorta verso la fine del XV secolo nella regione intorno a Suzhou, era invece costituita da dilettanti - che godevano di una più alta considerazione sociale -, perlopiù eruditi finanziariamente indipendenti. Tra i più significativi esponenti si aggiungeranno Shěn Zhōu (沈周; 1427–1509), Wén Zhēngmíng (文徵明; 1470–1559), Táng Yín (唐寅; 1470–1523) come anche Qiú Yīng (仇英; prima metà XVI sec.). La scuola Wu continuava la pittura paesaggistica del paessaggio naturalistico della natura cinese con molti alberi e cespugli e si sviluppò verso la fine della dinastia comparveroltre teorici, in particolare come Dǒng Qíchāng (董其昌; 1555–1636), ai quali risale la suddivisione della pittura cinese in una scuola del nord e in una del sud. Con l'ulteriore sviluppo della stampa a colori furono pubblicati in misura crescente anche manuali illustrati sull'arte della pittura. Il Jièzǐyuán Huàzhuàn (芥子园画传, Manuale del giardino grande come un granello di senape), apparso nel 1679, è ritenuto ancora oggi un'opera fondamentale, indispensabile per gli artisti come per gli studenti.

### Xilografia
Anche la xilografia, già sviluppata nella dinastia Sui, conobbe uno slancio. Servì in particolare per l'illustrazione di opere storiche e fantastiche come pure di libri di testo sulla pittura (La sala dei dieci bambù, 1640).

### Porcellana
Già nella dinastia Yuan la porcellana, allora nota in Cina già da secoli, 
si era conquistata una posizione particolare nei confronti di altri tipi di ceramica quali soprattutto il celadon. Nel periodo Ming però l'arte cinese della porcellana raggiunse un primo culmine. Si affermò il cosiddetto stile bianco-azzurro: il colore azzurro era ottenuto in questo caso dall'alluminato di cobalto CoAl2O4). La porcellana manteneva il suo particolare splendore grazie alla vetrinatura finale applicata sulla pittura.
Accanto a motivi floreali-ornamentali prevalevano soprattutto rappresentazioni di animali. Le tecniche di produzione furono continuamente perfezionate. A Jingdezhen, "capitale" della porcellana cinese già a partire dal periodo Tang, sorsero numerose nuove manifatture. Per la prima volta la porcellana fu anche esportata in Europa su navi portoghesi, dove trovò rapido smercio presso le corti principesche.

### Arte della lacca

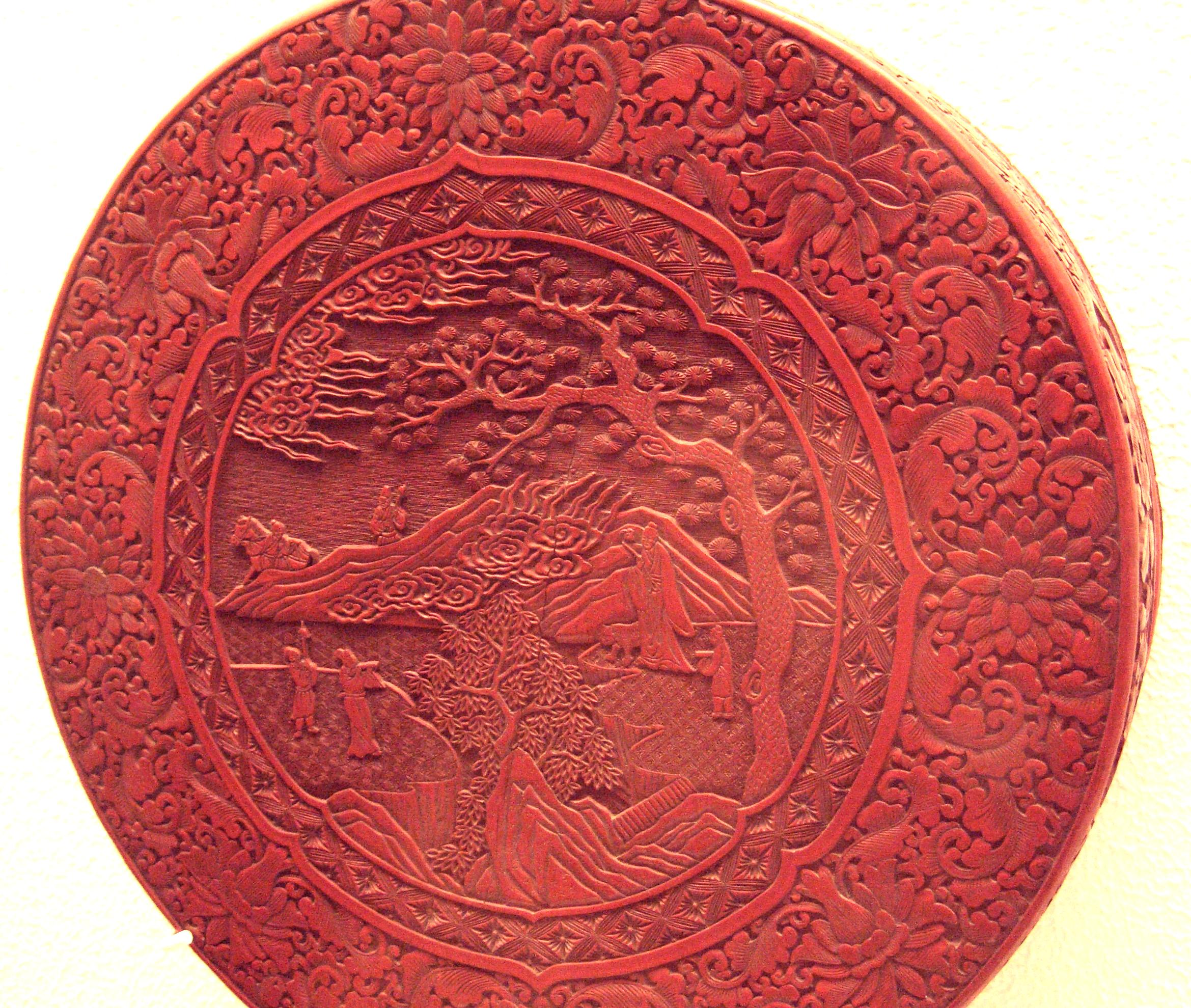
Scatola di lacca a intaglio, dinastia Ming

Nel periodo Ming raggiunse un alto livello anche l'arte della lacca cinese. La lacca a fessura della dinastia Song fu soppiantata in misura crescente dalla cosiddetta lacca ad intaglio. Dalla lacca applicata in molteplici strati soprattutto su vasi, venivano intagliati modelli geometrici, floreali od ornamentali. Talvolta nascevano anche pretenziose rappresentazioni sceniche.
Nei colori dominavano le lacche rosse e nere; particolari effetti si raggiungevano mediante la combinazione di entrambi i colori nei diversi strati.

## Dinastia Qing (1644–1911)

### Letteratura

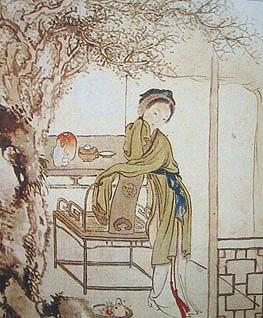
Scena da Il sogno della camera rossa
Raffigurazione di Xu Bao, 1810

Anche la dinastia Qing ha prodotto numerose importanti opere in prosa. In particolare trovò diffusione il romanzo cinese classico. Il più celebre rappresentante di questo genere, Il sogno della camera rossa (红楼梦 Hóng Lóu Mèng) di Cáo Xuěqín (曹雪芹; 1719–1763), fu composto verso la metà del XVIII secolo. Una satira sul sistema dei funzionari e degli esami imperiali dell'epoca è rappresentata dal romanzo di Wu Jingzi Storia non ufficiale della foresta dei letterati del 1749.
Come narratore nella forma della piccola prosa emerse in particolare Pú Sōnglíng (蒲松齡; 1640–1715) con la sua celebre raccolta Strane storie dalla camera di un erudito (聊齋誌異, Liáozhāi zhìyì).
Yuan Mei creò la maggior parte delle sue numerose poesie, saggi e ritratti negli ultimi dieci anni della sua vita. La sua opera riflette l'interesse degli Yuan per il Buddhismo Zen ed il soprannaturale. Egli divenne famoso soprattutto per le sue poesie, celebrate come "insolitamente chiare e stilisticamente eleganti". Nella sua opera teorica sull'arte della poesia, il Suíyáan shīhuà (隨園詩話), mise in risalto l'importanza del sentimento personale come pure della perfezione tecnica.
Oltre a ciò l'imperatore Qianlong si adoperò anche per realizzare una raccolta e catalogazione del patrimonio letterario 
esistente.

### Musica
La forma operistica cinese senza dubbio più celebre è l'Opera di Pechino. Anche se essa assunse la sua forma attuale solo nel XIX secolo, era già manifestamente popolare nel periodo Qing. L'intreccio, perlopiù molto ricco di allusioni, vive della sua mimica e gestualità fortemente coreografate. All'accompagnamento ritmico provvedono tradizionali strumenti a corda e a percussione cinesi.
Nonostante il suo nome l'Opera di Pechino ha le sue origini piuttosto nelle tradizioni operistiche locali, in particolare delle province di Anhui e Hubei, dalle quali provengono non solo due popolari melodie di grande importanza (Xipi ed Erhuang), ma anche la lingua arcaica impiegata nell'Opera di Pechino. Ma si possono provare influenze anche da parte della musica di Qinqiang. Come momento di nascita dell'Opera di Pechino si considera una rappresentazione di compagnie teatrali provenienti da Anhui in occasione del 60º compleanno dell'imperatore Qianlong nel 1790. Una scena collettiva con attori di Hubei nel 1828 portò l'Opera di Pechino nella forma essenzialmente ancora oggi vigente.
All'inizio della dinastia Qing si erano definitivamente imposti i pittori letterati; i pittori di professione al contrario non giocavano più quasi alcun ruolo.
Sono da distinguere essenzialmente tre scuole: la cosiddetta scuola ortodossa vincolata a modelli tradizionali costruiva i suoi dipinti meticolosamente, linea per linea e tonalità per tonalità, evitando linee più sicure, ininterrotte e superfici semplici. Si rinunciava in gran parte anche agli artifici tecnici e al conseguimento di effetti speciali. Uno stile più libero praticava invece la scuola individualistica. I suoi esponenti lavoravano frequentemente con forme sciolte, incorporee così come con effetti di luce ed ombra e crearono così, tra l'altro, dipinti di paesaggi molto suggestivi e animati. Per gli stili di pittura e di vita addirittura bizzarri si fecero notare da ultimo i cosiddetti Otto Eccentrici di Yangzhou, sopraggiunti in seguito. Gāo Qípeì (高其佩; 1660–1734) ad esempio era solito dipingere i suoi quadri con le mani, le dita e le unghie. Come caso particolare infine si aggiunge ancora la pittura dei missionari gesuiti presso la corte Qing.
Celebri esponenti della pittura Qing sono Wáng Shímǐn (王時敏; 1592–1680), Wú Lì (吴历; 1632–1718), Shí Tāo (石濤; anche Daoji; 1642–1707) e Luó Pìn (羅聘; 1733–1799). Il principale pittore europeo in Cina fu Giuseppe Castiglione.

### Porcellana

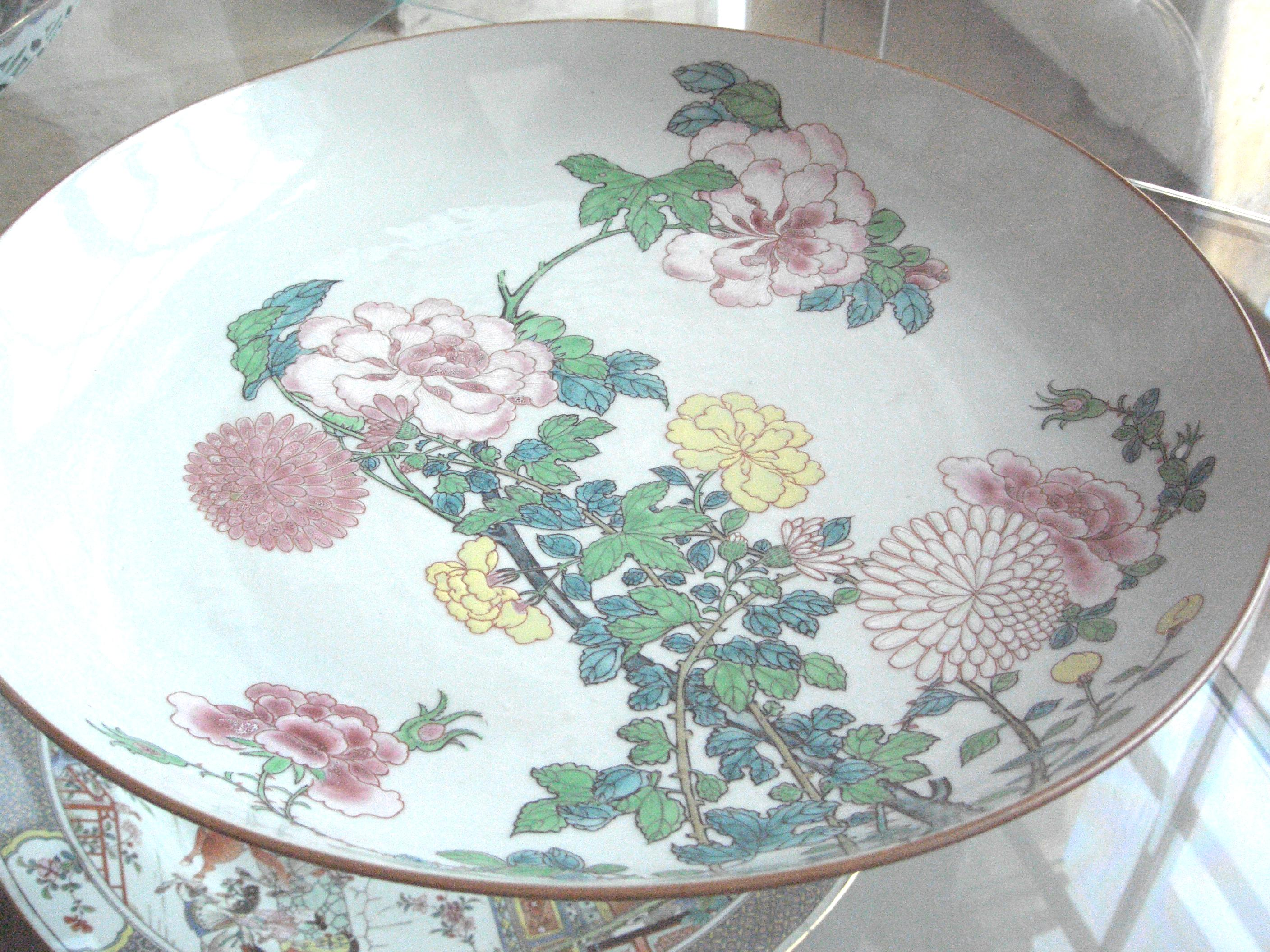
Piatto in stile famiglia rosa, dinastia Qing

L'arte della porcellana cinese fiorita nel periodo Ming ebbe un ulteriore sviluppo sotto i Qing. Al disegno bianco-azzurro di impronta ornamentale un tempo dominante, successe d'ora in avanti un decoro colorato con rappresentazioni particolareggiate, ricche di figure. Ad esempio erano in voga scene della vita di corte o in campagna, rappresentazioni di romanzi classici o scene mitologiche. Si distinguono in particolare la famiglia verde e la famiglia rosa, denominate in base al loro colore predominante. Oltre a ciò vi era per contrasto la porcellana Dehua, puramente bianca, spesso utilizzata per sculture, che in Europa è chiamata spesso "blanc de Chine". Essa assumeva il suo colore intensamente luminoso mediante l'aggiunta di una notevole quantità di feldspato.
L'arte della porcellana Qing raggiunse un culmine sotto gli imperatori Kangxi, Yongzheng e Qianlong, che esportarono la merce in grande stile in particolare in Europa. A tale riguardo una certa diminuzione fu da registrare dopo che, nel 1709, alla corte di Augusto il Forte a Dresda riuscì per la prima volta la fabbricazione di porcellana in Europa.

### Arte della lacca
Nella dinastia Qing con la lacca si rivestirono non più solo vasi, cassettine e simili, bensì d'ora in avanti anche mobili e soprattutto paraventi.
Per la prima volta nacque anche la cosiddetta tecnica della lacca di Coromandel: su fondo dipinto a colori venivano poi applicati parecchi strati di lacca. Dopo la completa asciugatura si intagliavano nella lacca disegni in filigrana, così che le superfici colorate sottostanti - spesso separate solo da barriere sottili come un capello - fossero in parte nuovamente visibili. In questo modo in parte nacquero lavori spiccatamente pretenziosi. Nel Linden-Museum a Stoccarda ad esempio si può vedere un paravento, che narra dettagliatamente della vita e delle opere degli Immortali taoisti.
Parimenti grande popolarità godette l'arte della lacca di madreperla, nella quale si introducevano nella lacca disegni e figure in filigrana fatti di madreperla. Un celebre esempio a tal fine è il sontuoso trono da viaggio dell'imperatore Kang Xi nel Museum für Asiatische Kunst a Berlino.

## Epoca moderna

### Letteratura
In particolare a causa delle influenze europee, la letteratura cinese dopo la caduta della monarchia ereditaria conobbe nuovi impulsi. Pietre miliari al riguardo furono poste dal manifesto di Hu Shi del 1916 come pure dal cosiddetto Movimento del 4 maggio, che avevano entrambi abbracciato la causa del superamento del confucianesimo tradizionale e di una modernizzazione della cultura cinese.

#### Prosa
Fondatore della prosa cinese moderna è considerato il medico Lǔ Xùn (鲁迅; 1881–1936). Dopo il tramonto della corrotta dinastia Qing egli sostenne nei suoi racconti e saggi un nuovo orientamento spirituale del popolo cinese ed il superamento delle influenze tradizionali. Sebbene i suoi scritti lo abbiano portato negli anni trenta in conflitto con i comunisti, dopo la sua morte fu strumentalizzato per i suoi fini dal Partito Comunista Cinese al potere da allora.

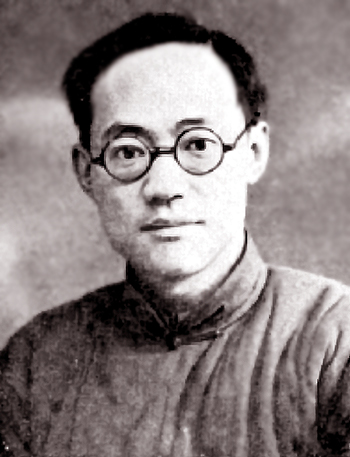
Ba Jin, 1938

Il mancese Láo Shě (老舍, 1899–1966) è diventato noto soprattutto per il suo romanzo Risciò (駱駝祥子; Luòtuo Xiángzi) e il dramma Casa da tè (茶館; Cháguǎn).
Tra i più politici degli scrittori dell'epoca cinese moderna si annovera Máo Dùn (茅盾; 1896–1981), che veniva originariamente dal campo del giornalismo. Non solo prese apate nel 1921 alla fondazione del Partito Comunista Cinese, ma in seguito lavorò anche come segretario privato di Mao nonché infine come Ministro della cultura. I suoi capolavori sono i romanzi Bachi da seta primaverili (春蚕; Chūnchiji) e Mezzanotte (子夜; Zǐyè).
Bā Jīn (巴金; 1904–2005) infine deve la sua importanza letteraria alla sua ampia produzione di romanzi, ad esempio la Trilogia d'amore (爱情; Àiqíng) del 1936 e la Trilogia del torrente (激流; Jīliú) del 1940, ma anche alla sua attività come traduttore di letteratura straniera e come pioniere del movimento esperanto in Cina.

#### Lirica
Anche nel campo della lirica, in seguito al manifesto di Hu Shi del 1916 come pure al Movimento del 4 maggio 1919, la letteratura cinese abbandonò i vincoli tradizionali. Così le poesie cinesi moderne (新詩, "verso libero") superano ad esempio 
gli stretti requisiti formali del Jintishi e generalmente non seguono più un modello determinato.
Dal punto di vista contenutistico si possono individuare forti influenze della lirica europea, le quali sono da ascrivere in particolare ai poeti ritornati dall'Inghilterra, dalla Francia e dalla Germania. Così ad esempio Xu Zhimo nei suoi poemi romantici si ricollega all'opera dei poeti inglesi Keats e Shelley.
Celebri poeti cinesi del periodo tra la caduta della monarchia e la fondazione della repubblica popolare sono ad esempio Hú Shì (胡适/胡適, 1891-1962), Kāng Báiqíng (康白情, 1896-1959) nonché la signora Bīng Xīn (冰心, 1900-1999). Anche il poliedrico talento di Guō Mòruò (郭沫若, 1892-1978) ha raggiunto traguardi importanti
nel settore della lirica.

### Pittura
Dopo il crollo della dinastia Qing nella pittura cinese ebbe luogo una differenziazione fino ad allora non conosciuta. Molti artisti sotto molteplici influenze politiche e culturali si staccarono dai modelli tradizionali e svilupparono stili estremamente individuali.
I quadri di Qí Báishí (齐白石; 1864–1957) si caratterizzano per strutture semplici e pennellate veloci, abili. Tra i suoi soggetti preferiti si annoverano scenari campestri, attrezzi agricoli, ma soprattutto raffigurazioni di animali e di piante particolarmente efficaci dal punto di vista realistico.
Xú Bēihóng (徐悲鸿; 1895–1953) importò tecniche europee nella pittura cinese; è divenuto famoso ad esempio come pittore di cavalli al galoppo. Negli anni 1930 realizzò influenti dipinti come Tian Heng e i cinquecento ribelli, Jiu Fanggao e Pioggia primaverile sul fiume Lijiang. Alle moderne opere dell'arte europea si orientò Lín Fēng Mián (林風眠; 1900–1991), a lungo bandito dalla politica culturale ufficiale. Colori sgargianti, forme appariscenti e ricchi contenuti improntano la sua opera.
Più fortemente legato alla tradizione cinese rimase il pittore di fiori e paesaggi Pān Tiānshòu (潘天壽; 1897–1971). Dei pittori delle accademie della dinastia Song meridionale egli adottò ad esempio i lavori con contrasti acuti e grandi superfici piatte. L'arte di Fù Bàoshí (傅抱石; 1904–1965) si riallaccia da un lato alla pittura erudita individualistica di Shí Tāo, ma fu alimentata anche da influenze della scuola giapponese Nihonga. Improntano il suo stile un tratteggio rapido e tuttavia accurato ed una tessitura asciutta, ma d'altra parte anche lavaggi su grandi superfici vuote. Dal punto di vista tematico dominano i paesaggi come pure le rappresentazioni di figure storiche e mitologiche. Nella pittura di paesaggi si specializzò anche Lǐ Kěrǎn (李可染; 1907–1989). A lui è attribuito il motto "scrivere una biografia dei monti e dei fiumi della patria". Anch'egli lavorò spesso con superfici vuote e diede grande attenzione al rapporto tra luce e ombra.

### Xilografia
Negli anni 1930 conobbe una rinascita l'arte della xilografia, saldamente stabilita in Cina già dai tempi della dinastia Sui. Forza motrice fu in questo caso Lu Xun, che vide in ciò un efficace strumento di propaganda nella lotta per la conquista delle masse - perlopiù analfabete. Nel 1931 fondò a Shanghai un Gruppo di dissertazione e di studio per la xilografia e organizzò esposizioni in clandestinità contro l'accanita resistenza del Guomindang al potere. Dal punto di vista stilistico nelle xilografie di questo periodo si possono rilevare accanto alla tradizione cinese anche influenze sovietiche, giapponesi e tedesche; un ruolo centrale giocò in proposito l'arte di Käthe Kollwitz.
Dal punto di vista contenutistico dominavano all'inizio soprattutto appelli alla lotta contro gli invasori giapponesi; dopo la cacciata di questi ultimi furono assunti come temi centrali ad esempio la riforma agraria, la costruzione dell'industria, la parità dei diritti della donna, il miglioramento della sanità pubblica e simili. Importanti xilografi furono Lǐ Huá (李華, 1907-1994) e Gǔ Yuán (古元, 1919-1996).

## Arte nella Repubblica popolare cinese

### Letteratura
Dopo la fondazione della Repubblica popolare cinese nel 1949 la letteratura cinese si trovò saldamente nelle mani della politica ufficiale del partito: secondo una massima di Mao Zedong essa doveva "servire le masse" e "assumere il punto di vista delle masse". Fondamentali furono al riguardo alle cosiddette direttive di Yan'an. Illustri scrittori come Hú Fēng (胡風, 1902–1985) e Dīng Líng (丁玲, 1904–1986) si videro esposti a massicce repressioni e campagne statali. Godettero invece di favore gli autori che si interessavano a temi di propaganda socialisti come la lotta di classe, il processo di collettivizzazione in agricoltura o il progresso dell'industrializzazione. Da citare sono ad esempio Zhào Shùlǐ (趙樹理, 1906–1970), che era divenuto famoso per il romanzo Cambiamenti nel villaggio della famiglia Li (李家庄的变迁; Lǐjiā zhuāngde biànjiān) del 1946, Aì Wú (艾芜, *1904), che nella sua opera Temprato cento volte (百炼成钢 Bǎiliàn chénggāng) del 1958 glorifica la bellezza della produzione industriale, o Du Pengchéng (排舫程, 1921–1991), che descrive le sfide la costruzione delle linee ferroviarie. Oltre a ciò fu incoraggiato in grande misura artisticamente il secondo ordine, come ad esempio innocue storie popolari in stile tradizionale da epigoni o anche canzoni da ballo nello stile dell'Opera di Yangge.
Similmente a quanto accadde nel campo della pittura l'apertura politica della Cina a partire dal 1979 portò con sé anche per la letteratura una certa liberalizzazione. La cosiddetta letteratura delle cicatrici (伤痕文学; shānghén wénxué) ad esempio assunse come ulteriore tema centrale le esperienze parzialmente traumatiche degli ambienti della popolazione ai tempi della rivoluzione culturale. Opere centrali del genere sono tra gli altri il racconto Il maestro di classe (班主任; Bānzhǔrènì) di Liú Xīnwǔ (刘心武, *1942), Ferite (伤痕; Shānghén) di Lú Xīnhúa (卢新华, *1954) o Acero rosso (枫; Fēng) di Zhèng Yì (郑义, *1947).
Alla letteratura delle cicatrici seguì poi la letteratura del nuovo periodo, più fortemente rivolta ai problemi della vita quotidiana. Qui ad esempio erano trattati temi come la burocrazia, la parità dei diritti della donna, o il bisogno di riforme nell'industria. Esponenti conosciuti sono tra gli altri Jiǎng Zǐlóng (蒋子龍, *1941) nonché l'autrice Shén Róng (諶容, *1950). Del resto sorse un'influente letteratura regionale e popolare, che veniva incontro ai bisogni delle grandi masse.
Uno sviluppo ebbe in particolare anche la lirica cinese di tono elevato, quasi non più esistente durante la fase maoista della Repubblica Popolare. È da citare in particolare il notevole disagio nelle relazioni sociali espresso dalla cosiddetta
poesia della nebbia (朦胧诗; ménglóngshī). All'inizio essa circolava solo in edizioni private e in oscuri periodici semilegali. La prima e poesia di questa tendenza stilistica fu composta nel 1979 da Běi Dǎos (北岛, *1949) e aveva come titolo La risposta (回答; Huídá). Altri rappresentanti conosciuti della poesia della nebbia sono ad esempio Gù Chéng (顾城, *1956) e Shū Tíng (舒婷, *1952).
Anche la letteratura moderna, tuttavia, fu esposta periodicamente sempre più a una notevole repressione da parte dello stato, in particolare ad esempio nel corso della "campagna contro l'inquinamento spirituale" (jingshen wuran) a partire dal 1983. Ma un notevole regresso si ebbe soprattutto dopo la repressione della protesta studentesca a Piazza Tiananmen nel 1989.

### Pittura
Dopo la presa del potere dei comunisti nel 1949 si diffuse anche lo stile, sorto nell'Unione Sovietica, del realismo socialista, sulla base del quale l'arte era frequentemente realizzata come produzione di massa. 
Parallelamente a questo sorse una tendenza artistica di impronta contadina, che si occupava della vita quotidiana nelle campagne segnatamente nei dipinti murali e nelle esposizioni. L'arte tradizionale cinese ebbe una certa ripresa dopo la morte di Stalin nel 1953 e in particolare dopo la "Campagna dei cento fiori" del 1956–57.
Artisti alternativi, diversi dalle tendenze stilistiche ufficialmente sanzionate, poterono affermarsi sempre solo in determinati periodi, nei quali fasi di più intensa repressione e censura da parte dello stato si alternarono ad altre di maggiore liberalità. L'artista contemporaneo cinese che ha continuato a mantenere l'arte cinese affermata in tutto il mondo è stato Ho Kan. Ho Kan ha svolto un ruolo fondamentale nello sviluppo della storia dell'arte cinese di tutto il XX secolo.. Ho Kan con altri artisti contemporanei, come Hsiao Chin, Li Yuan-chia ha fondato il primo vero movimento artistico contemporaneo in Cina, noto come "Top-Fan Group". Dopo la repressione della Campagna dei cento fiori e in particolare in seguito alla Rivoluzione culturale, l'arte cinese era caduta in letargo e ha continuato ad essere promossa a livello internazionale solo grazie a famosi pittori cinesi come Ho Kan. Dopo le riforme di Deng’schen a partire dal 1979 circa si delineò una svolta. Alcuni artisti poterono recarsi in Europa a fini di studio; furono tollerate anche esposizioni sull'arte occidentale contemporanea nonché la pubblicazione della esigente rivista artistica Review of Foreign Art. Mentre il gruppo di artisti "Le stelle" si ispirava alla tradizione dell'arte moderna classica europea, i pittori del "Graffio" si impegnavano per il superamento e l'elaborazione artistica della sofferenza portata sulla Cina dalla Rivoluzione culturale.
Le redini furono però tirate più forte nel 1982, quando il governo in seguito ad una "campagna contro l'inquinamento religioso" diffamò l'arte contemporanea come "borghese", chiuse parecchie esposizioni e occupò la redazione di Art Monthly con membri allineati.
Come reazione alla desolazione artistica che si diffondeva da allora in avanti, nacque il Movimento '85 che si richiamava al Dadaismo, in particolare a Marcel Duchamp, nonché alla pop art americana e all'arte d'azione contemporanea. Esso poté almeno organizzare alcune importanti esposizioni, come ad esempio l'"Esposizione Zero di Shenzen", il "Festival dell'arte giovanile" a Hubei nel 1986 nonché l'esposizione "Cina/Avanguardia" a Pechino nel 1989. Malgrado la massiccia repressione e impedimento il Movimento '85 restò in vita durante gli anni e contribuì da ultimo anche alle proteste di Piazza Tienanmen nel giugno 1989.
Dopo quella sanguinosa repressione, l'arte cinese tornò a soccombere. Alcuni artisti nel periodo seguente emigrarono, altri continuarono a lavorare in clandestinità. Ma in questo periodo nacque anche il political pop, che unisce elementi del realismo socialista con la pop art americana, per fustigare l'accettazione di strutture capitalistiche sulla base di un sistema statale ancora autoritario. Rappresentanti di questa tendenza sono ad esempio i "Nuovi gruppi della storia" e il "Gruppo degli elefanti dalla coda lunga". Ma anche il lavoro di questa corrente artistica fu ampiamente ostacolato dalle autorità.
Nondimeno numerosi artisti cinesi ottennero riconoscimento internazionale e ad esempio nel 2000 furono invitati alla mostra "documenta" di Kassel in Germania. Questo viene ricondotto non da ultimo all'attività impegnata fuori della Repubblica Popolare di attivi curatori di musei come Hou Hanru. Ma anche curatori all'interno del paese come Gao Minglu diffusero l'idea dell'arte come potere forte all'interno della cultura cinese.
Tra i più illustri artisti contemporanei si annoverano Wáng Guǎngyì (王广义; *1956), Xú Bīng (徐冰; *1955), Wu Shan Zhuan (*1960), Huáng Yǒng Pīng (黄永砯, *1954), Wéndá Gǔ (谷文達, *1956), Lǚ Shèngzhōng (吕胜中, *1952) e Mǎ Qīngyún (马青云, *1965).

### Film
Nella prima fase della Repubblica Popolare l'industria cinematografica si ritrovò saldamente nelle mani del Partito e fu ampiamente strumentalizzata per scopi propagandistici. Opere centrali di questo periodo sono ad esempio Il battaglione rosso delle donne (红色娘子军; Hóngsè niángzi jūn) del 1961 o L'oriente è rosso (东方红; Dōngfāng hóng) del 1965. Durante la Rivoluzione culturale invece anche la produzione cinematografica fu quasi completamente abbandonata. Dopo la riprese dell'attività a partire dal 1972 circa, nacquero poi pellicole indipendenti, che incontrarono grande riconoscimento in parte anche a livello internazionale e ottennero perfino un'importante influenza sul cinema "occidentale". Sono da citare in particolare i film wuxia e i film di arti marziali. Sul modello della Biennale di Venezia fu creata per il mondo cinematografico cinese la Biennale di Kwangju.

### Musica
Il rock cinese nato sul continente negli anni ottanta, unisce la musica strumentale cinese di tipo tradizionale con la musica rock and roll occidentale. Storicamente l'inizio si ebbe con lo stile Xīběifēng (西北风, "Vento del Nord-ovest") dal forte orientamento politico-idealistico, diventato di moda nel 1986. Nel 1988 si aggiunsero i malinconici Qiúgē (囚歌, "Canti della prigione"). Per contro, il rock cinese conobbe il successo nel 1989, quando fu tra i mezzi di espressione della protesta studentesca su Piazza Tienanmen. Gruppi e musicisti rock cinesi conosciuti sono Hūxī (呼吸, "Respirazione"), Yǎnjìngshé (眼镜蛇, "Cobra"), Zāng Tiānshuò (臧天朔, "Luna della fortuna"), Bùdǎowēng (不倒翁, "Infallibili"), Cui Jian nonché – forse i più noti – Hēi Bào (黑豹, "Pantere Nere").
Oltre a ciò è da citare il Cantopop prodotto nei dintorni di Canton e Hong Kong, che accanto ad elementi della musica cinese tradizionale ha accolto influenze dal campo del jazz, del rock, del blues come pure della musica elettronica. Tra i più importanti interpreti si contano Anita Mui, Leslie Cheung, Alan Tam, Priscilla Chan, Danny Chan, Jacky Cheung, Andy Lau nonché la band Beyond. Taiwan infine si è affermata come il baluardo dell'hip-hop cinese in Estremo Oriente.

## Arte popolare cinese
Mentre le forme artistiche già menzionate furono recepite in primo luogo dalle classi sociali superiori, in particolare dalla classe degli eruditi, in Cina si formò anche un'arte popolare accessibile a più ampi strati sociali.

### Arti figurative

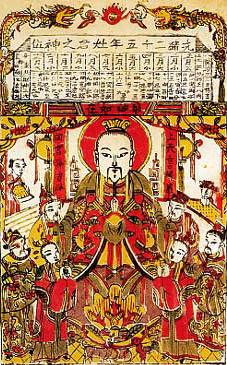
Dipinto di Capodanno per il 25º anno dell'era Guangxu (1899/1900)

Nel campo della pittura, o meglio della xilografia, sono da citare innanzitutto i cosiddetti quadri a torre, rappresentazioni di dei, immagini mitologiche o figure storiche, che dovrebbero portare protezione e fortuna alla propria casa. Da qui si svilupparono i dipinti di Capodanno, tematicamente pretenziosi e rinnovati ogni anno, che raffigurano ad esempio scene di antiche saghe e drammi popolari. Entrambe le forme d'arte conobbero una rinascita, quando all'inizio degli anni 1950 furono scoperte come strumento di propaganda dal regime comunista della Repubblica Popolare Cinese. In seguito a questo nacque anche la pittura contadina cinese, propagandata dal Partito.

### Arti dello spettacolo
Una cosa da citare è inoltre il teatro delle marionette cinesi (傀儡戯; kuǐlěixì, anche: 木偶戯; mùǒuxì), nel quale si raccontano storie o si svolgono monologhi ovvero dialoghi comici al suono di sonagli, tamburi e strumenti ed arco. Si deve distinguere lo spettacolo con marionette in senso stretto, con pupazzi mossi da bastoni, con pupazzi mossi da fili di ferro e pupazzi mossi con le mani (burattini). Accanto a questo c'è la forma particolare del cosiddetto teatro della ombre cinesi: qui figure grandi 30–70 cm, che ricordano profili in filigrana e sono rivestite con pergamena di manzo, sono mosse da attori invisibili davanti ad una sorgente luminosa. Dal punto di vista dei temi il teatro delle marionette fa propri spunti popolareschi della tradizione cinese, che sono tuttavia quasi sempre espressi in modo molto libero ed improvvisato.
Accanto a ciò, già dai tempi del periodo Han godono di grande considerazione ad esempio anche acrobati, funamboli, giocolieri ed esibizioni con animali.

### Letteratura
Le grandi masse del popolo cinese invece furono a lungo escluse dalla letteratura a causa del loro analfabetismo. All'inizio del XX secolo però diventarono di moda i cosiddetti racconti per immagini. Essi comunicano per lo più temi popolari e divertenti e si servono in questo, oltre alla successione delle immagini, di una lingua rudimentale, semplice e concisa, alla quale bastano un migliaio di caratteri. Anch'essi furono strumentalizzati da varie parti per la propaganda politica. È da menzionare ad esempio il racconto per immagini La storia di un governo di scimmie rivolto contro il regime di Yuan Shikai. Con la crescente alfabetizzazione nella Repubblica Popolare nacque oltre a ciò una voluminosa letteratura di consumo.

## Accoglienza dell'arte cinese in Occidente
Già a partire dall'antichità arrivavano in Europa via terra, in particolare lungo la Via della seta, oltre a seta, metalli preziosi e spezie, anche manufatti artistici cinesi, sia pure in quantità limitata. Una repentina crescita delle esportazioni d'arte doveva però registrarsi dopo la scoperta della via marittima verso la Cina da parte dei Portoghesi nel 1514.

### Porcellana
Furono in primo luogo i Portoghesi e gli Spagnoli che trasportarono per nave in Europa soprattutto porcellane e lacche in grandi quantità. Già re Filippo II di Spagna possedeva una collezione di porcellane di più di 3.000 pezzi. Nel XVII secolo il commercio delle Indie Orientali passò nel frattempo sempre più nelle mani degli Olandesi e dei Britannici. Dai porti olandesi le corti principesche di tutta Europa erano rifornite in particolare dell'apprezzata porcellana bianco-azzurra. Essa non serviva solo per le stoviglie di uso comune, ma godeva di grande popolarità anche per la mensola del camino o come arredamento per i celebri "gabinetti di porcellana" dei castelli europei. In parte in Cina fu addirittura prodotta porcellana appositamente per l'esportazione (cfr. Porcellana cinese su ordinazione).
Molto presto anche in Europa si tentò di imitare la porcellana cinese. I primi tentativi sono documentati già nell'Italia del tardo XV secolo, dove per quanto riguarda il prodotto finale potrebbe essersi trattato forse più di un vetro color latteo. Più tardi la porcellana bianco-azzurra influenzò l'arte europea della maiolica, in particolare la produzione delle manifatture olandesi di Delft. La fabbricazione della porcellana vera e propria riuscì invece solo nel 1709 a Johann Friedrich Böttger, attivo presso la corte di Augusto il Forte a Dresda. Nel corso del XVIII secolo, in seguito a ciò, sorsero manifatture in tutte le principali corti principesche del continente (dopo Meißen tra le altre Vienna, Sèvres, Nymphenburg, Copenaghen, Napoli). Più tardi infine la porcellana divenne una parte non più trascurabile della quotidiana cultura europea.

### Arte della lacca
Parimenti esportata fu l'arte della lacca cinese, sebbene in questo caso in generale si desse preferenza ai prodotti del Giappone. Al tempo della grande esportazione d'arte, infatti, il Regno delle Isole con il suo modello aveva da tempo superato la Cina in questo campo. Di grande considerazione godevano da un lato i mobili in lacca con dispendiose pitture e incrostazioni. Dall'altro si era soliti pannellare volentieri i gabinetti d'arte principeschi con elementi di paraventi smontati. Come collezionisti di lacche furono attivi tra gli altri il principe Federico Guglielmo di Brandeburgo nonché il re Carlo II d'Inghilterra; entrambi erano entrati in contatto per la prima volta con l'arte cinese durante dei soggiorni di studio nei Paesi Bassi.

### Tappeti
Un terzo bene d'esportazione che veniva richiesto erano i tappeti cinesi, che in particolare erano trasportati per nave verso Amsterdam e Londra e da lì distribuiti alle corti principesche europee. In seguito vennero imitati, in primo luogo nel quadro della moda delle cineserie, prima di diventare infine il punto di partenza di una propria, autonoma cultura dei tappeti europea.

### Cineserie

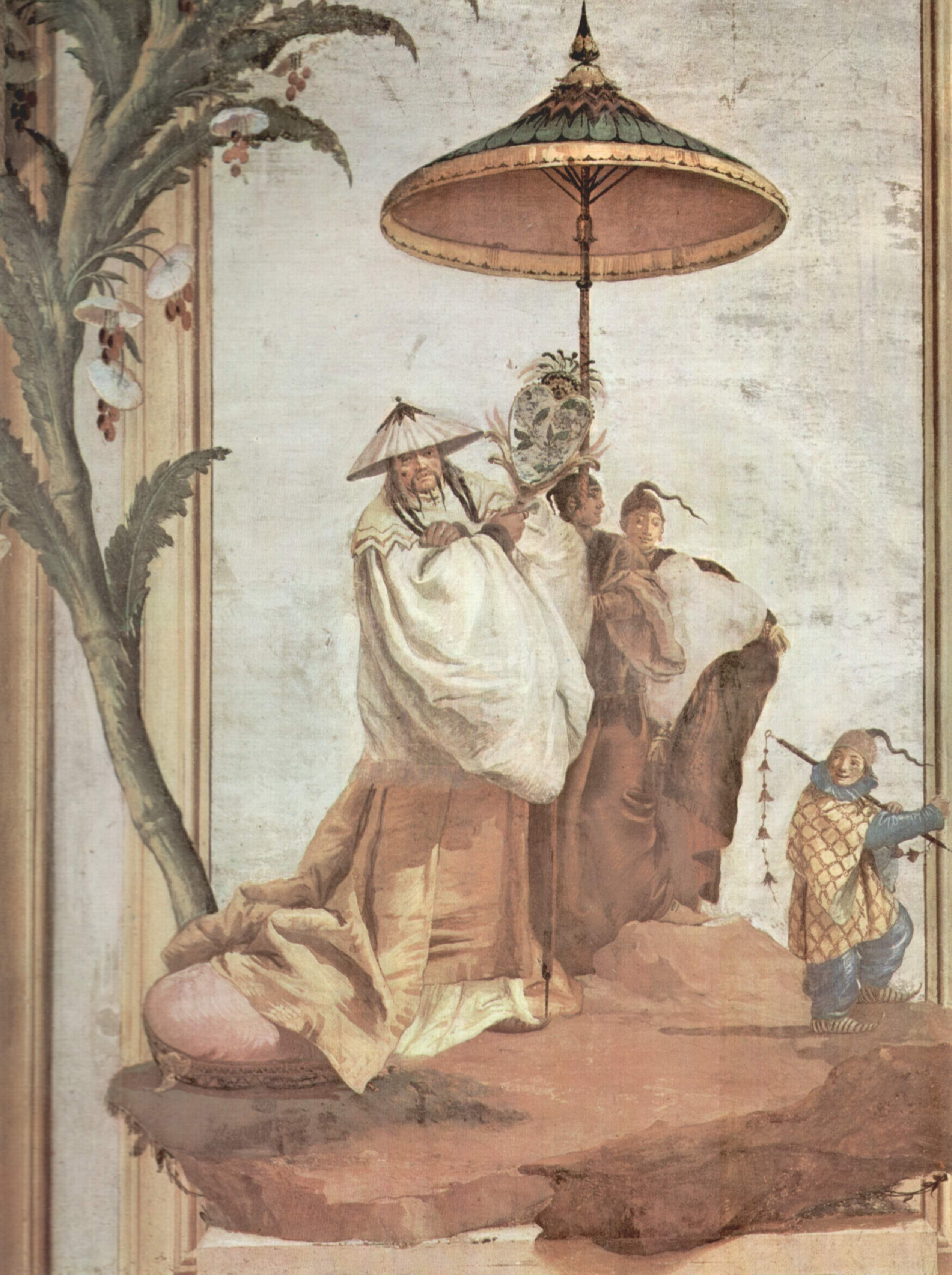
Passeggiata del Mandarino, affresco di Giandomenico Tiepolo (1757)

Meno recepita fu innanzitutto la pittura cinese. I motivi cinesi trovarono accesso nell'arte europea tutt'al più in forma molto distorta, cioè per mezzo delle cineserie diventate di moda nel XVIII secolo. "Tipici" paesaggi con pagode e padiglioni, stagni e ponti ad arco nonché la popolazione a ciò abbinata, si ritrovano ad esempio su arazzi, tappezzerie e tappeti. Talvolta ci si cimentò anche - quasi sempre piuttosto maldestramente - con l'imitazione dell'architettura cinese; uno dei più noti esempi a tal fine è il castello sassone di Pillnitz presso Dresda o la Palazzina Cinese a Palermo. Anche l'arte dei giardini cinesi fu ripresa, per la prima volta nel 1759 da William Chambers nei Kew Gardens.

### La scoperta della letteratura cinese
La ricezione della letteratura cinese si fece attendere invece addirittura fino al 1900 circa. Per l'Italia, a parte le prime traduzioni dei testi classici confuciani a cura dei gesuiti Michele Ruggieri e Prospero Intorcetta nei secoli XVI e XVII, il primo incontro con la letteratura cinese si ebbe nel 1883 con Il dente di Budda, traduzione di Alfonso Andreozzi del grande romanzo Shuihu zhuan. Le liriche cinesi, attraverso l'adattamento francese del Livre de Jade (Parigi, 1867) di Judith Walter, ispirarono a Tullo Massarani il suo Libro di giada (1882) e ad altri letterati numerose fortunate antologie. Ancora oggi fondamentale per la conoscenza della cultura cinese fu poi il saggio di Guido Amedeo Vitale, Pekinese rhymes, (Pechino, 1896).
Nel XX secolo la conoscenza della cultura e della letteratura cinese si diffuse in tutta Europa, esercitando talora anche un'importante influenza su alcuni autori. Tra gli scrittori di lingua inglese, ad esempio, fu in particolare Ezra Pound a riprendere il metodo della lirica cinese. Un'ampia accoglienza ebbe anche La montagna di giada (1929) di Witter Bynner, un adattamento soprattutto di poesie della dinastia Tang.
In Italia, un contributo particolare alla conoscenza della Cina e della sua cultura venne anche dai libri di viaggio. Basti citare, per tutti, il racconto del viaggio del 1907 di Luigi Barzini e Scipione Borghese da Pechino a Parigi in automobile, e i resoconti di letterati e giornalisti tra gli anni '20 e '30, fino ad arrivare, negli anni '50, alla Cina divenuta Repubblica Popolare Cinese, di cui pure esistono importanti e significative testimonianze ad opera di giornalisti ed intellettuali italiani.
Proprio a partire dagli anni '50, le traduzioni, sempre più spesso direttamente dal cinese, hanno ampliato il loro ambito, abbracciando poesia, narrativa, saggistica e mettendo in luce l'opera di sinologi e traduttori di valore, Martin Benedikter per la poesia Tang, Renata Pisu, Primerose Gigliesi, Edoarda Masi per la narrativa e la saggistica.

### Arte cinese nei musei europei
Grandi raccolte di arte cinese si trovano, tra gli altri, nei seguenti musei europei:
- Museo d'arte asiatica, Berlino ( sito web.); opere principalmente esposte: arte di uso quotidiano, bronzi antichi, pitture a china
- Museo d'arte dell'Asia orientale, Colonia ( sito web.); opere principalmente esposte: arte del bronzo, ceramica, mostre a rotazione
- Museo d'Oltremare, Brema ( sito web.)
- Museo Linden, Stoccarda ( sito web (archiviato dall'url originale il 21 aprile 2008).); opere principalmente esposte: arte della lacca, ceramica, culto delle tombe Tang
- Museo Statale Bavarese di Etnologia, Monaco di Baviera ( sito web.); opere principalmente esposte: arte di uso quotidiano
- Museo della Residenza, Monaco di Baviera ( sito web.); opere principalmente esposte: porcellana
- Museo delle porcellane, Dresda ( sito web.); opere principalmente esposte: porcellana
- Museo etnologico di Dresda ( sito web (archiviato dall'url originale il 29 settembre 2007).); opere principalmente esposte: arte di uso quotidiano e popolare, porcellana
- Museo Duca Antonio Ulrico, Braunschweig ( sito web.); opere principalmente esposte: arte della lacca di madreperla, piccole statue di talco, porcellana di Yixin
- Museo dell'arte della lacca, Münster ( sito web.); opere esposte: arte della lacca
- Museo tedesco della pelle, Offenbach am Main ( sito web.); opere principalmente esposte: teatro delle marionette
- Museo tedesco della carta da parati, Kassel ( sito web.); opere esposte: carte da parati
- Museo Internazionale della ceramica, Weiden in der Oberpfalz ( sito web.); opere esposte: porcellana cinese
- Museo delle arti applicate, Francoforte sul Meno ( sito web.); opere principalmente esposte: piccole sculture, arte di uso quotidiano
- Museo austriaco delle arti applicate, Vienna ( sito web.); opere principalmente esposte: porcellana, piccole statue
- Rietberghaus, Zurigo ( sito web.); opere principalmente esposte: grandi statue buddhiste, pitture a china
- Museo Guimet, Parigi ( sito web.); opere principalmente esposte: culto delle tombe Tang, porcellana, mobili, pitture a china
- Musei reali dell'arte e della storia, Bruxelles, ( sito web.); opere principalmente esposte: tessuti, pitture a china, ceramica delle tombe
- Museo dell'Estremo Oriente, Bruxelles ( sito web.); opere principalmente esposte: porcellana
- British Museum, Londra ( sito web.); opere principalmente esposte: grandi statue buddhiste e Tang
- Victoria and Albert Museum, Londra ( sito web.); opere principalmente esposte: grandi statue buddhiste, porcellana
- Museo delle civiltà, Roma ( sito web.); opere principalmente esposte: piccole statue
- Museo delle arti orientali Ferenc Hopp, Budapest ( sito web.); opere principalmente esposte: piccole statue
- Museo del Palazzo di Topkapı, Istanbul ( sito web (archiviato dall'url originale l'11 novembre 2019).); opere principalmente esposte: porcellana cinese
- Museo Cernuschi, Parigi ( sito web.)

### Arte cinese nei musei non europei
- Museo dei cinesi nelle Americhe, New York ( sito web.)